# Milite Ignoto (Italia)

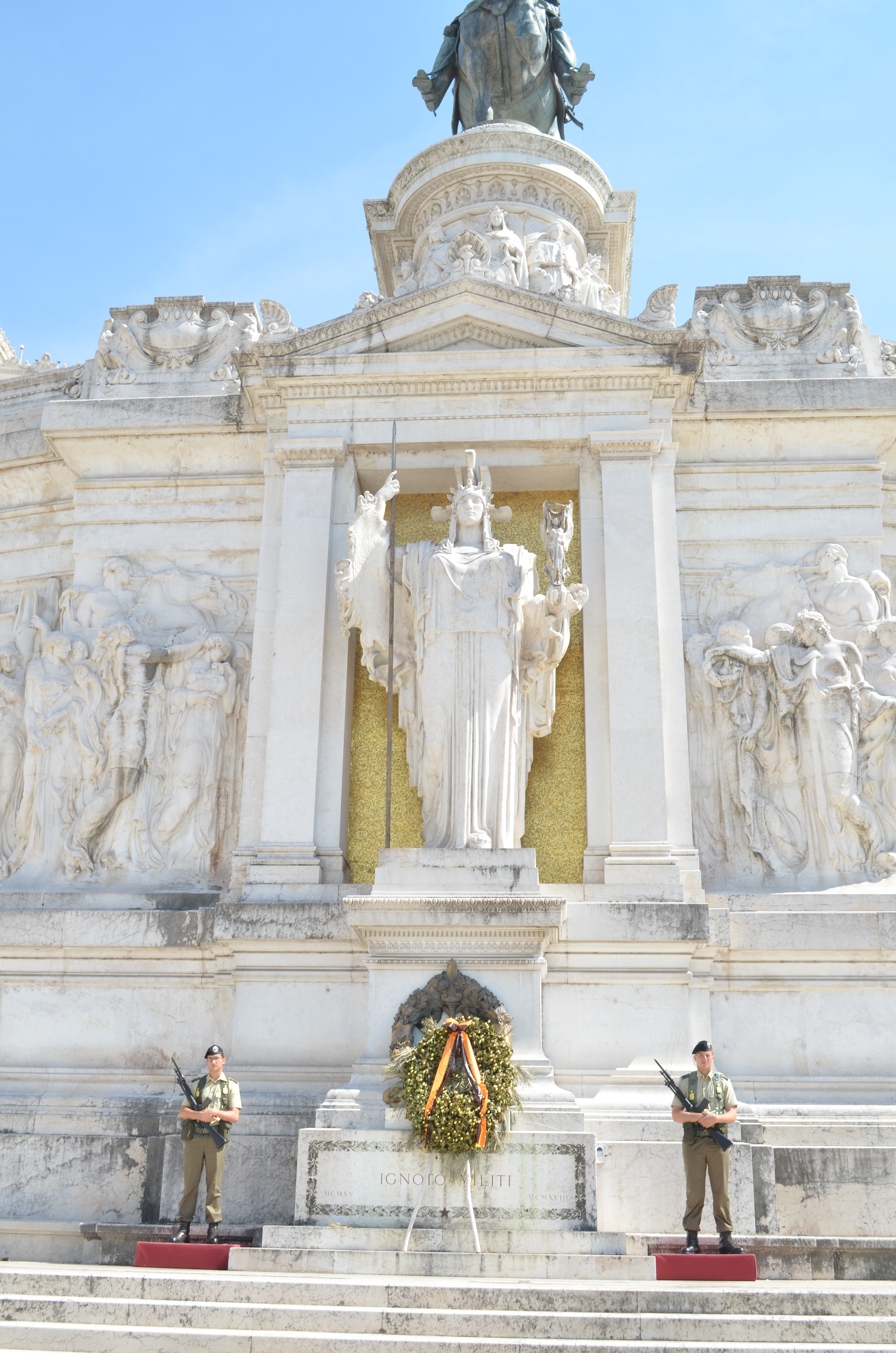
Guardia d'onore alla tomba del Milite Ignoto sovrastata dalla statua della dea Roma presso il Vittoriano

Il Milite Ignoto (o Soldato Ignoto) è un militare italiano caduto al fronte durante la prima guerra mondiale e sepolto a Roma sotto la statua della dea Roma all'Altare della Patria al Vittoriano. La sua identità resta ignota poiché il corpo fu volutamente scelto tra quelli di caduti privi di elementi che ne potessero permettere il riconoscimento.
La tomba del Milite Ignoto rappresenta simbolicamente tutti i caduti e i dispersi in guerra italiani; è scenario di cerimonie ufficiali che si svolgono annualmente in occasione di festività civili durante le quali il Presidente della Repubblica Italiana e le massime cariche dello Stato rendono omaggio al sacello del Milite Ignoto con la deposizione di una corona d'alloro in ricordo ai caduti e ai dispersi italiani nelle guerre. Fu inaugurata solennemente il 4 novembre 1921 con la traslazione da Aquileia dei resti di un soldato, dopo un viaggio in treno speciale attraverso varie città italiane. Il lutto per le centinaia di migliaia di caduti fu legato alla retorica patriottica della celebrazione per il terzo anniversario della Vittoria. L'anno successivo, con l'assunzione del potere da parte di Benito Mussolini, il Milite Ignoto divenne uno dei simboli principali della retorica nazionalista del fascismo, nel tentativo di autoconferirsi i meriti della vittoria nella prima guerra mondiale. Con l'avvento della Repubblica, il Milite Ignoto è pienamente diventato apolitico e simbolo dell'unità e dell'identità nazionale italiana.

## Storia

### L'idea di un monumento al Pantheon

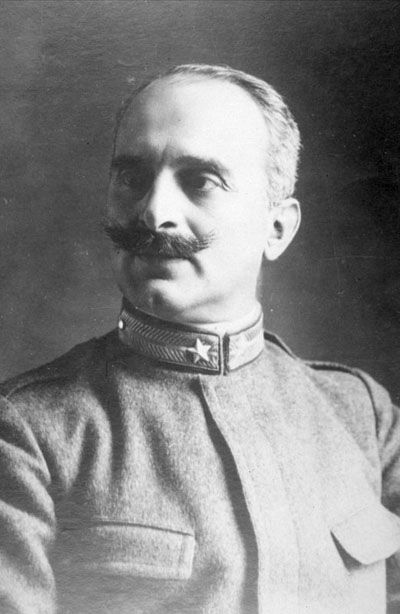
Giulio Douhet

Il 17 luglio 1920 a Roma la "Società Reduci delle patrie battaglie" e la "UNUS" (Unione Nazionale Ufficiali e Soldati) approvarono la proposta del colonnello Giulio Douhet per la sepoltura al Pantheon di un soldato non riconosciuto caduto durante la prima guerra mondiale.
(Proposta approvata il 17 luglio 1920)
Durante la guerra Douhet aveva avuto forti contrasti con Luigi Cadorna e gli alti comandi militari; nel 1916 inviò ad alcuni ministri alcune note sulla situazione strategica e fu per questo condannato a un anno di fortezza, scontato nel Forte di Fenestrelle. Egli perciò intendeva la realizzazione della tomba del soldato ignoto come un simbolo della vittoria ottenuta malgrado l'incapacità dei dirigenti politici e militari.
Nell'agosto del 1920 Douhet riprese la proposta su Il Dovere, rivista legata all'associazione "UNUS".
(Giulio Douhet, su Il Dovere, 24 agosto 1920)
Il riferimento alla «calunnia feroce» è da ricondurre al bollettino di guerra del 28 ottobre 1917 con cui si attribuiva la disfatta di Caporetto alla «mancata resistenza di reparti della 2ª Armata vilmente ritiratisi senza combattere o ignominiosamente arresisi al nemico». Già nel 1919 Douhet aveva pubblicato su Il Dovere dure accuse contro Cadorna in occasione della commissione d'inchiesta su Caporetto; all'epoca anche il militarista Il Popolo d'Italia aveva parlato in modo critico di «molte fucilazioni e poco rancio» (alludendo alle esecuzioni sommarie e al ricorso alla decimazione) e delle «baionette dei carabinieri» (incaricati delle esecuzioni).

### La legge per la sepoltura all'Altare della Patria
Il progetto di legge per la «Sepoltura della salma di un soldato ignoto» fu presentato alla Camera dei deputati il 20 giugno 1921, pochi giorni prima delle dimissioni del quinto governo Giolitti. Fu presentato dal ministro della guerra Giulio Rodinò, insieme al presidente del Consiglio dei ministri e ministro dell'interno Giovanni Giolitti e al ministro del tesoro Ivanoe Bonomi. Giolitti si dimise il successivo 27 giugno a causa dell'esigua minoranza ottenuta in parlamento dopo le elezioni politiche svolte a maggio.
Il 28 giugno l'onorevole Cesare Maria De Vecchi fu il relatore alla Camera per la commissione "Esercito e Marina Militare", che aveva indicato come data della sepoltura il 4 novembre 1921 (terzo anniversario della fine della guerra) e come luogo l'Altare della Patria, «perché quivi il popolo potrà, meglio che altrove, in grandi pellegrinaggi rendere i più alti onori al morto che è tutti i morti, che è primo e supremo artefice della nuova storia». Il Pantheon rimaneva perciò luogo destinato esclusivamente ai re d'Italia. Il 4 agosto era all'ordine del giorno la discussione della legge alla Camera, ma Luigi Gasparotto, ministro della guerra del nuovo governo Bonomi, chiese agli oratori di rinunciare a pronunciare discorsi e proseguire «senza abuso di parole», anche per evitare interventi antimilitaristi. La richiesta fu approvata. Il 5 agosto si svolse la votazione a scrutinio segreto con 199 voti favorevoli e 35 contrari.
Il disegno di legge fu presentato al Senato dal ministro Gasparotto il 6 agosto; il senatore Pasquale Del Giudice fu relatore dell'Ufficio Centrale presieduto da Giuseppe Della Noce. Il 10 agosto si svolse la discussione con interventi del generale Armando Diaz, del relatore Del Giudice, del senatore Antonio Fradeletto (per confermare la possibilità della sepoltura presso l'Altare della Patria) e del ministro Gasparotto. La legge, approvata con votazione a scrutinio segreto il giorno stesso, fu firmata da Vittorio Emanuele III l'11 agosto e pubblicata in Gazzetta ufficiale il 20 agosto.
Successivamente con regio decreto del 28 ottobre fu dichiarato festivo il giorno 4 novembre 1921, «dedicato alla celebrazione delle onoranze al soldato ignoto»; la festività del 4 novembre fu stabilita l'anno successivo come Giornata della Vittoria. Il 4 novembre 1919, in prossimità delle elezioni politiche, si era svolta una celebrazione militare con distribuzione di medaglie; il 4 novembre 1920 era stata inaugurata sull'Altare della Patria un'iscrizione con il bollettino della Vittoria ed erano state celebrate le diverse bandiere dei reparti che avevano partecipato al conflitto.

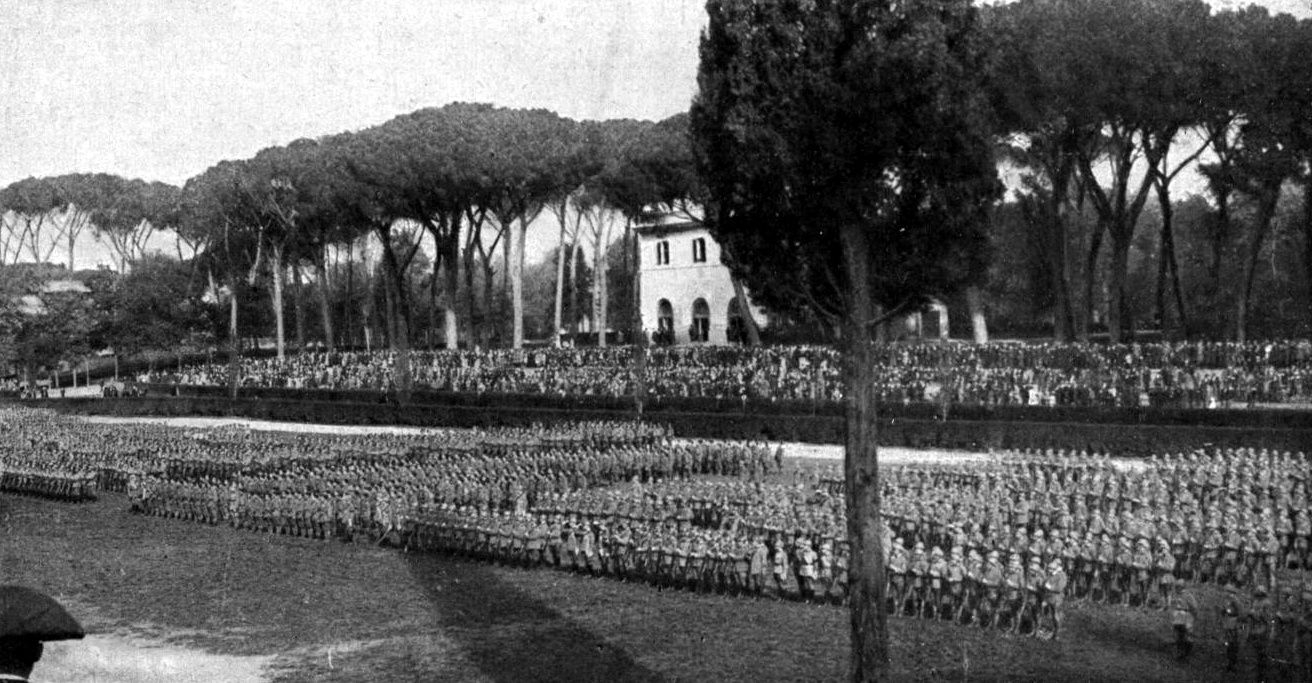
Schieramento di truppe in Piazza di Siena (4 novembre 1919)
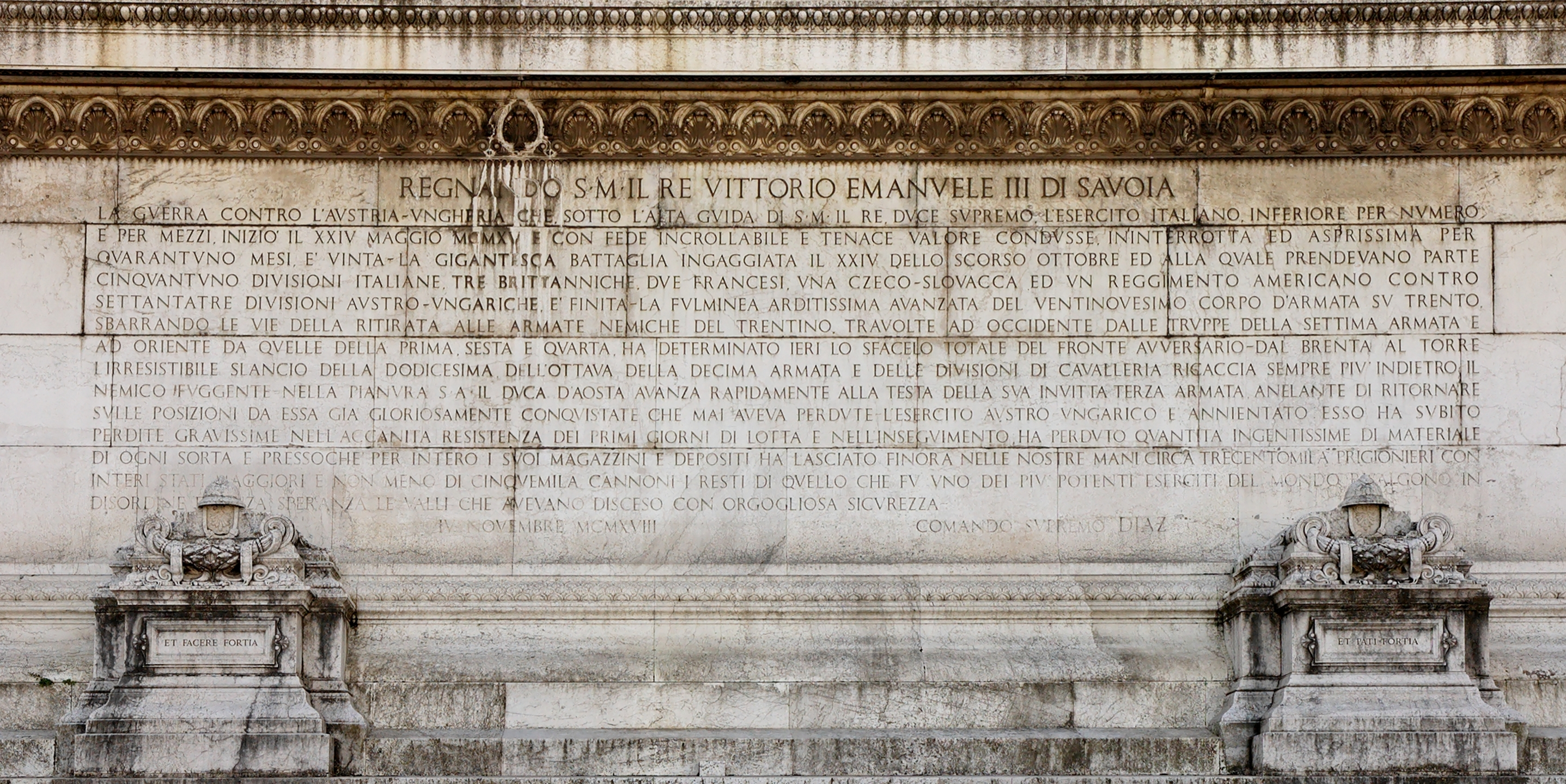
Bollettino della Vittoria al Vittoriano
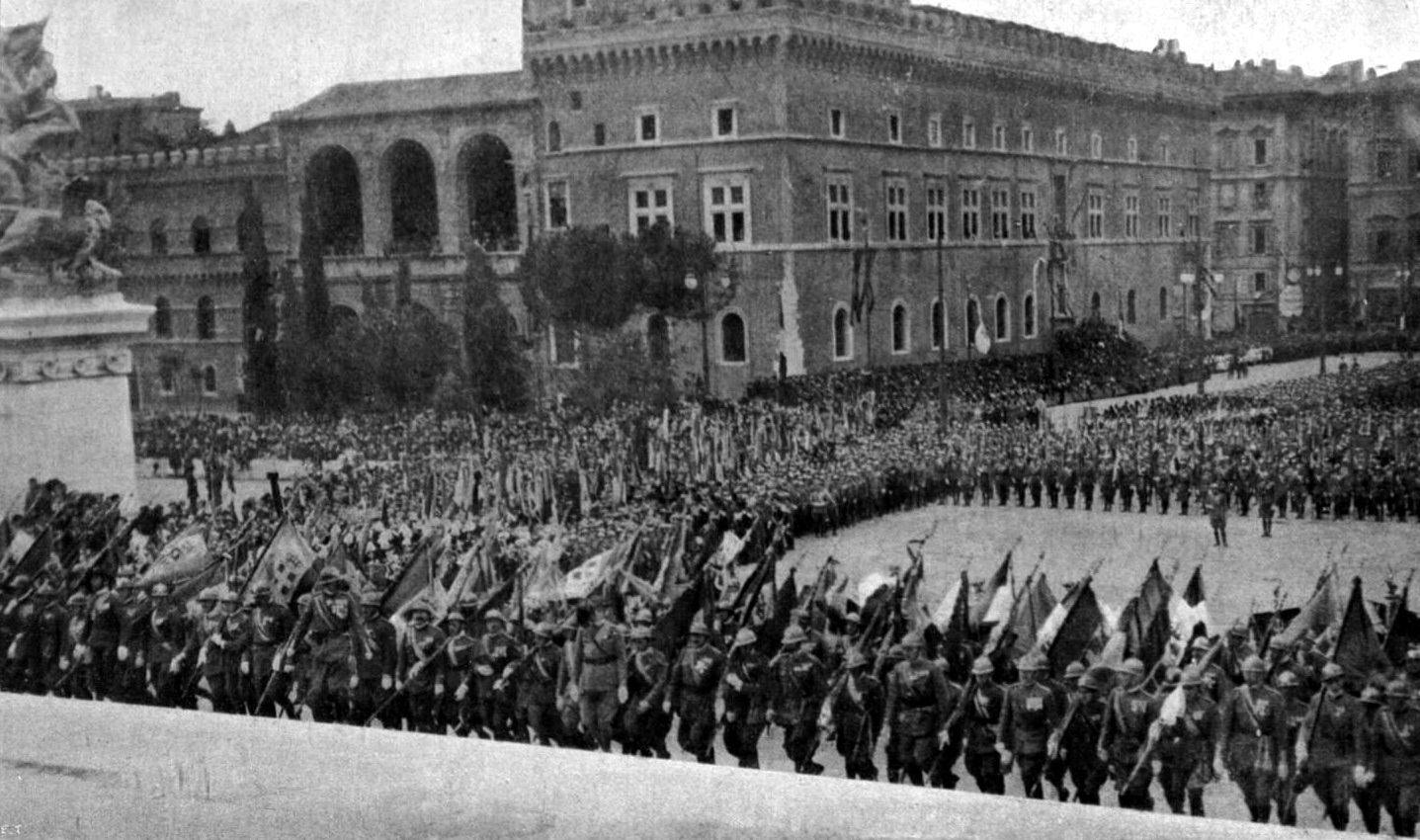
Celebrazione delle bandiere (4 novembre 1920)
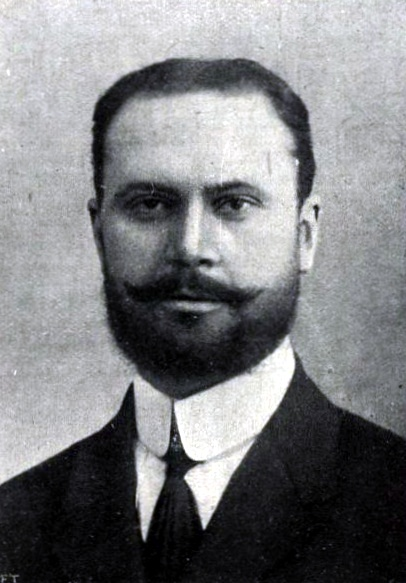
Giulio Rodinò, ministro della guerra per pochi mesi nel 1921

### La commissione e le ricerche
Già il 20 agosto il Ministero della guerra, incaricato dell'esecuzione della legge appena approvata, diramò la circolare n. 25 che istituiva una commissione speciale, presieduta dal tenente generale Giuseppe Paolini, ispettore per le onoranze alle salme ai caduti di guerra. La commissione aveva l'incarico di individuare le salme di undici caduti al fronte, privi di qualsiasi segno di riconoscimento. Furono assegnati alla commissione anche il colonnello Vincenzo Paladini e il maggiore medico Nicola Fabrizi, entrambi già in servizio per le onoranze ai caduti. Per i sopralluoghi era presente anche monsignor Pietro Nani, in qualità di cappellano. Al sindaco di Udine Luigi Spezzotti fu chiesto di indicare il nominativo di quattro ex combattenti (un ufficiale, un sottufficiale, un caporale e un soldato) come membri della commissione e altri quattro come supplenti dei primi. A fine settembre furono nominati come effettivi il tenente Augusto Tognasso di Milano (mutilato), il sergente Giuseppe De Carli di Tiezzo di Azzano Decimo (medaglia d'oro), il caporal maggiore Giuseppe Sartori di Zugliano (medaglia d'argento e medaglia di bronzo) e il soldato Massimo Moro di Lestizza (medaglia d'argento); come supplenti il colonnello Carlo Trivulzio di Udine (5 medaglie di bronzo), il sergente Ivanoe Vaccaroni di Udine (medaglia d'argento, due medaglie di bronzo e due croci di guerra), il caporal maggiore Luigi Marano di Pavia di Udine (medaglia d'argento) e il soldato Lodovico Duca di Pozzuolo del Friuli (medaglia di bronzo).
A ottobre la commissione individuò le salme degli undici soldati in diverse località, cercando di includere luoghi del fronte italiano in cui avevano combattuto le diverse armi, compresa la Regia Marina. Alcune indicazioni sui luoghi esaminati furono fornite da Tognasso in una successiva pubblicazione.
1. Rovereto: non riuscendo a individuare caduti in sepolture provvisorie sul fronte, fu scelto un caduto ignoto da un vicino cimitero militare, probabilmente dove oggi sorge il Sacrario militare di Castel Dante.
2. Massiccio del Pasubio: come nel caso precedente, fu necessario scegliere un caduto ignoto da un cimitero militare, forse il cimitero militare della Brigata Liguria.
3. Monte Ortigara: furono rinvenuti un primo corpo che però aveva un foglietto con un possibile segno identificativo, un caduto austriaco e due caduti insepolti non identificabili; fu scelto uno degli ultimi due.
4. Monte Grappa: sotto una croce fu rinvenuto un corpo non identificato.
5. Conegliano: fu scelto un caduto ignoto da un vicino cimitero, forse in corrispondenza del sacrario del Montello.
6. Cortellazzo-Caposile: fu scelto un caduto ignoto da un vicino cimitero militare (oggi non più esistente).
7. Cortina d'Ampezzo: fu scelto un caduto ignoto da un cimitero militare, forse in corrispondenza del sacrario militare di Pocol.
8. Monte Rombon: sotto una croce fu rinvenuto un corpo non identificato.
9. Monte San Marco: sotto una croce fu rinvenuto un corpo non identificato.
10. Castagnevizza: sotto una piramide di pietre furono rinvenute due salme di caduti non identificabili; fu scelta quella con maggiori ferite.
11. Monte Ermada: sotto un elmetto fu rinvenuta una fossa comune con vari teschi; sotto una croce fu rinvenuto un corpo non identificato.

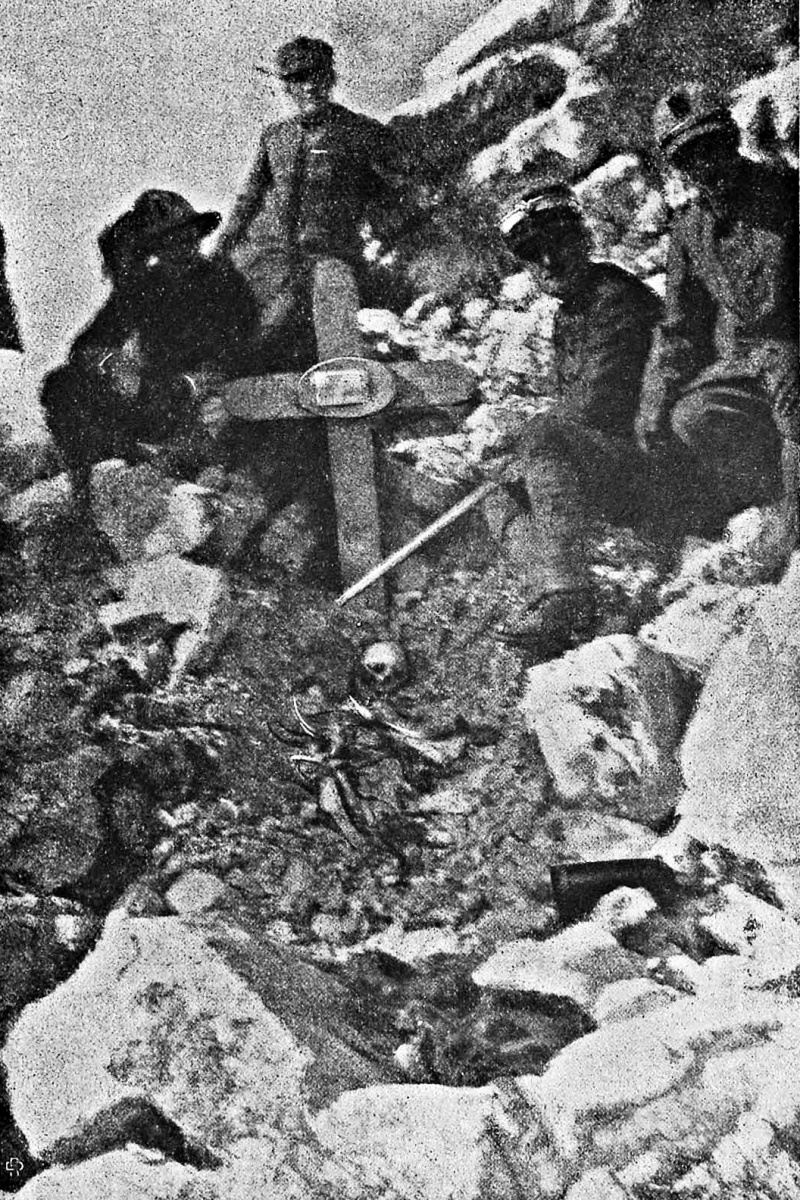
Rinvenimento di un corpo
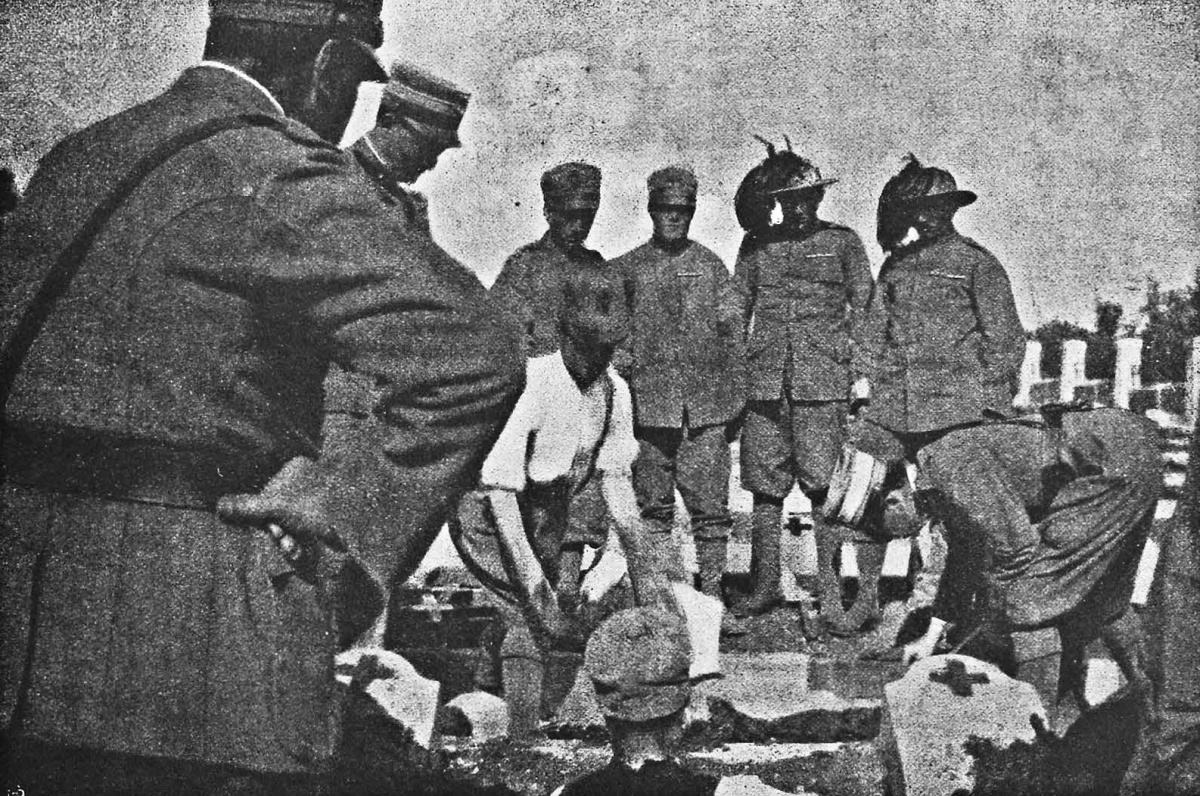
Ricerche in un cimitero
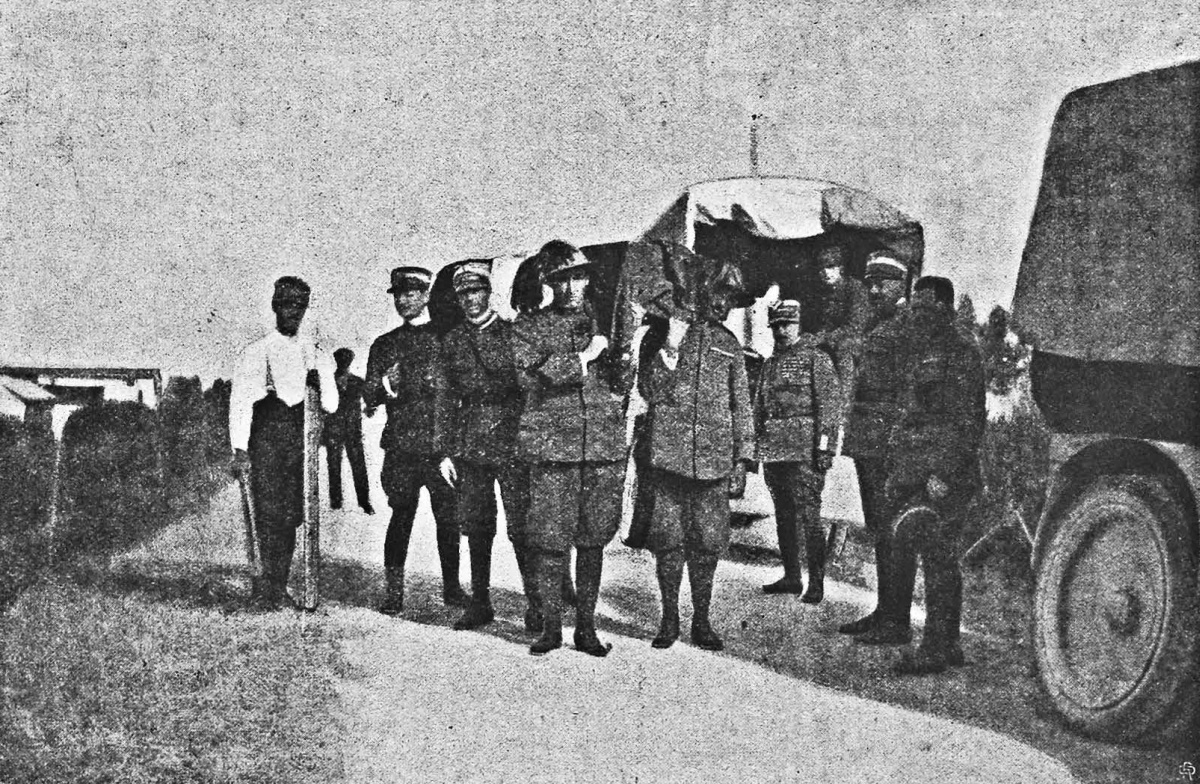
Caricamento di una bara

### La designazione della salma
Secondo le istruzioni del ministero le undici bare, identiche per forma e per dimensioni, furono riunite nella basilica di Aquileia entro il 28 ottobre. Quel giorno, alle ore 11, alla presenza di rappresentanti delle istituzioni e di mutilati, di ex combattenti e di madri e di vedove di caduti fu designata la salma del Milite Ignoto da parte di una «madre di un caduto non riconosciuto ed in modo che la cassa prescelta non si sappia da quale zona del fronte provenga». Fu Maria Bergamas di Gradisca d'Isonzo a scegliere la bara. Il figlio Antonio Bergamas, triestino, era maestro comunale; nel 1914 disertò dall'esercito austroungarico e passò in Italia dove si arruolò volontario sotto falso nome, raggiungendo il fronte nel giugno 1915. Cadde il 18 giugno 1916 a Marcesina e fu decorato con medaglia d'argento al valore militare; fu sepolto in un cimitero poi bombardato, rendendo impossibile il riconoscimento del defunto.
La bara prescelta fu inserita in una cassa speciale inviata dal ministero della guerra. Era una cassa in legno di quercia con decorazioni in metallo in ferro battuto, forgiato da scudi di trincea e sorretto da bombe a mano tipo SIPE. Sul coperchio erano fissati un elmetto, un fucile e una bandiera tricolore.
Le altre dieci salme rimasero ad Aquileia per essere sepolte solennemente il 4 novembre nel cimitero della basilica. L'incarico venne affidato al vescovo Celso Costantini il quale trascrisse gli avvenimenti nel proprio diario.
(Celso Costantini, Foglie secche. Esperienze e memorie di un vecchio prete)

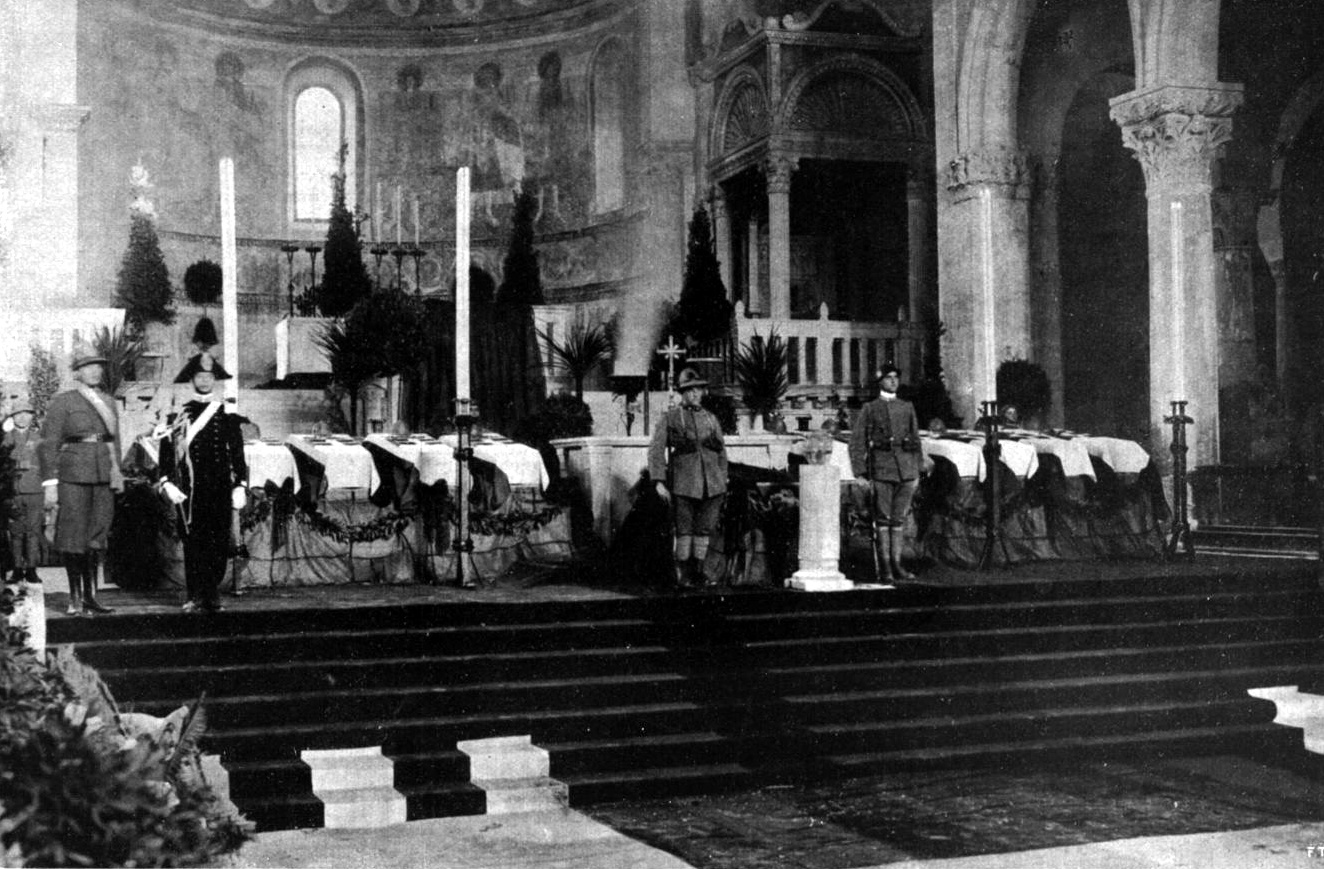
Le undici bare nella basilica di Aquileia
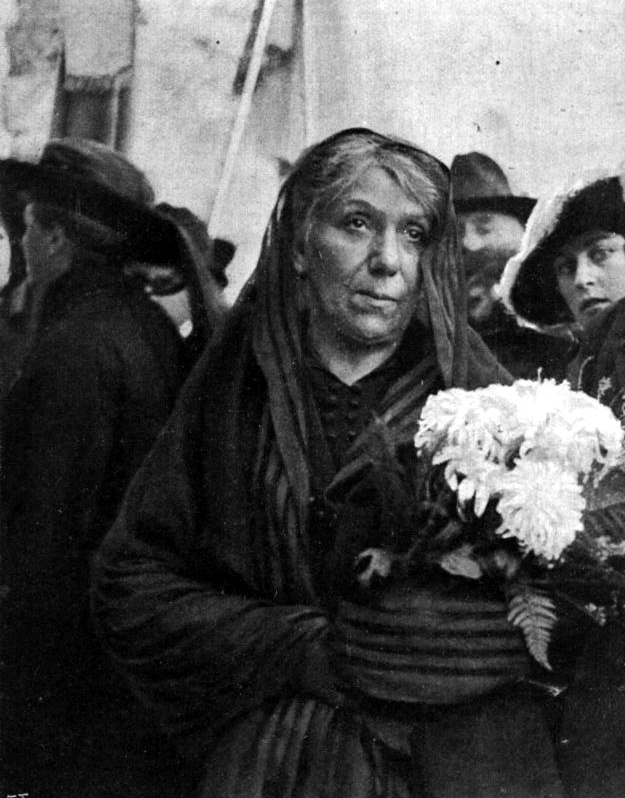
Maria Maddalena Blasizza
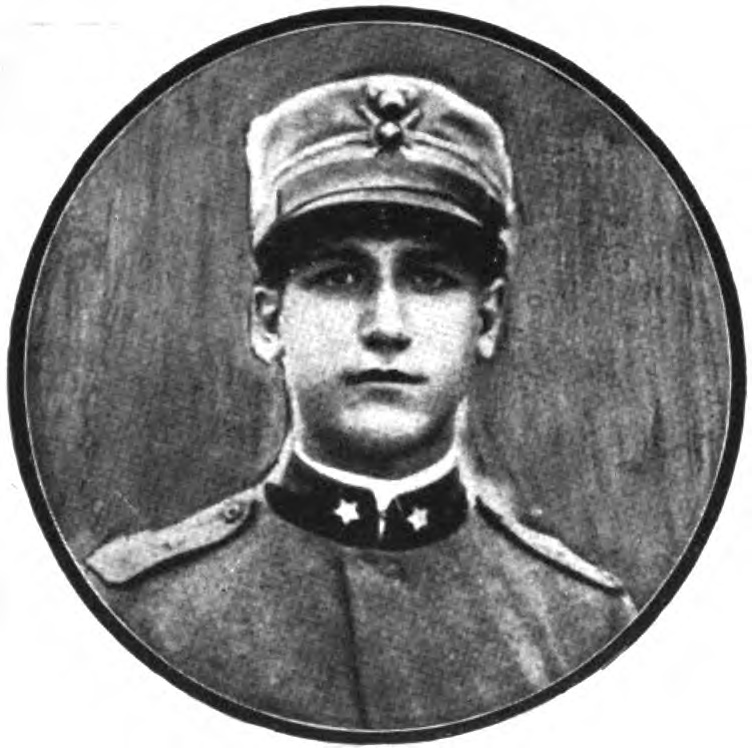
Antonio Bergamas
Sarcofago del soldato ignoto

### Il trasporto a Roma

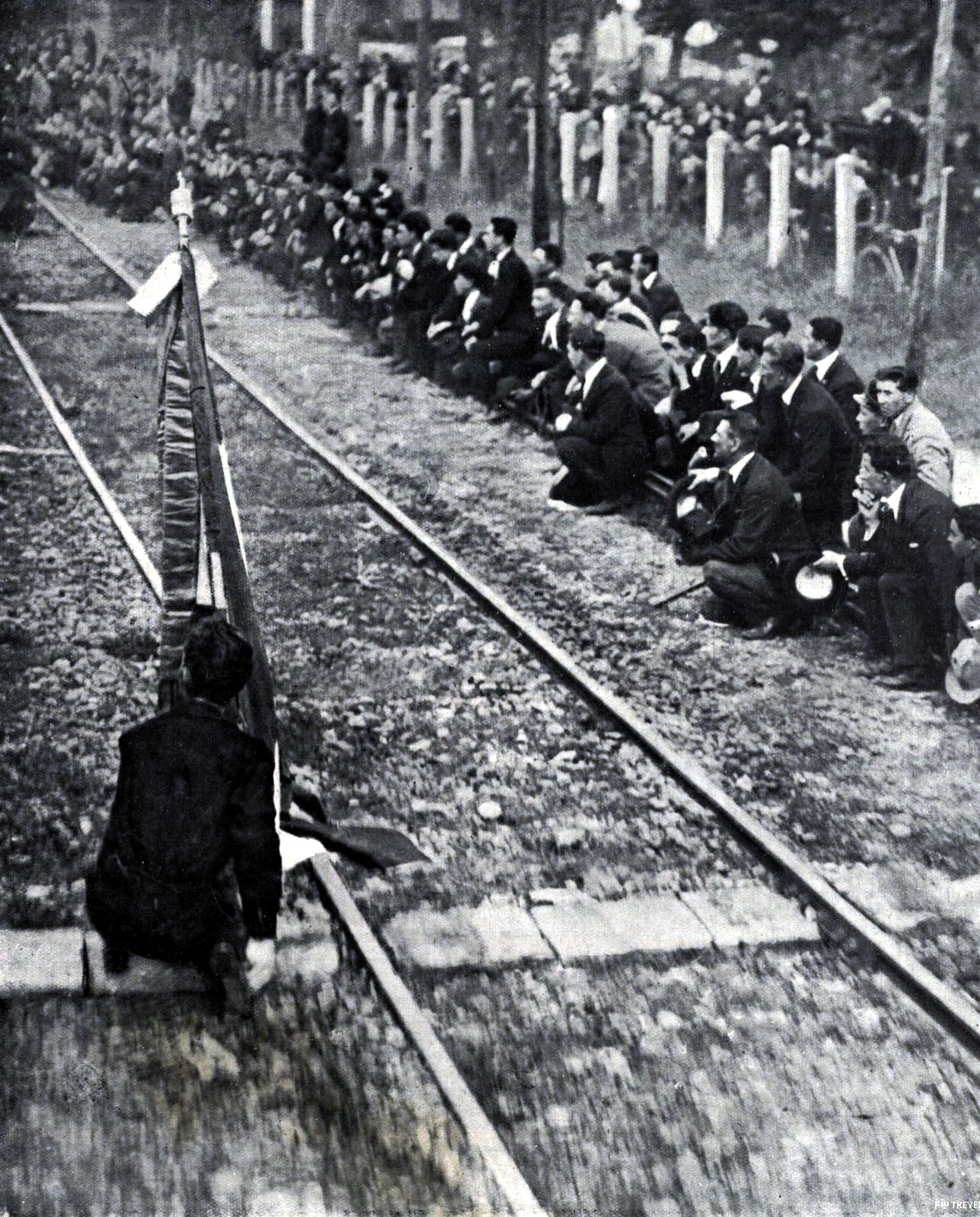
Onoranze al passaggio del treno del Milite Ignoto

Sempre il 28 ottobre, alla stazione di Aquileia la bara fu posta su un carro ferroviario con affusto di cannone, appositamente disegnato da Guido Cirilli. Su un lato erano scritte le date mcmxv - mcmxviii; sul lato opposto era riportata la citazione dantesca l'ombra sva torna ch'era dipartita.
Il treno speciale partì la mattina successiva alle ore 8. Oltre al carro con la bara erano presenti 15 carri per raccogliere le corone di fiori durante il tragitto; altre carrozze di prima e di seconda classe erano destinate alla scorta d'onore. Il treno fermava cinque minuti in ogni stazione sul percorso. Il Ministero della guerra ordinò il più rigoroso silenzio durante il passaggio del treno; erano vietati discorsi pubblici e all'arrivo del treno poteva essere eventualmente suonata una sola volta La canzone del Piave. Durante le fermate notturne intermedie (Venezia, Bologna e Arezzo) era predisposto il cambio alle rappresentanze di senatori, di deputati, di madri, di vedove, di mutilati e di ex combattenti.
Per la trazione erano utilizzate due locomotive FS 740. I macchinisti furono scelti tra i decorati di guerra; nel 1923 uno di loro, Felice Battistetti (insignito di una medaglia di bronzo), fu licenziato durante le epurazioni operate dal governo fascista, principalmente per aver partecipato ad alcuni scioperi, e il suo caso fu oggetto di discussione alla Camera.
Le foto e i filmati del viaggio del treno mostrano ali di folla inginocchiarsi al passaggio del treno, lanci di fiori da parte di donne e bambini, il saluto militare da parte di rappresentanze delle forze armate e di ex combattenti e la benedizione della salma da parte di autorità religiose locali. Fiori furono lanciati dal treno nelle acque del Piave, celebrando i caduti ma dimenticando i soldati fucilati dal generale Andrea Graziani dopo Caporetto.

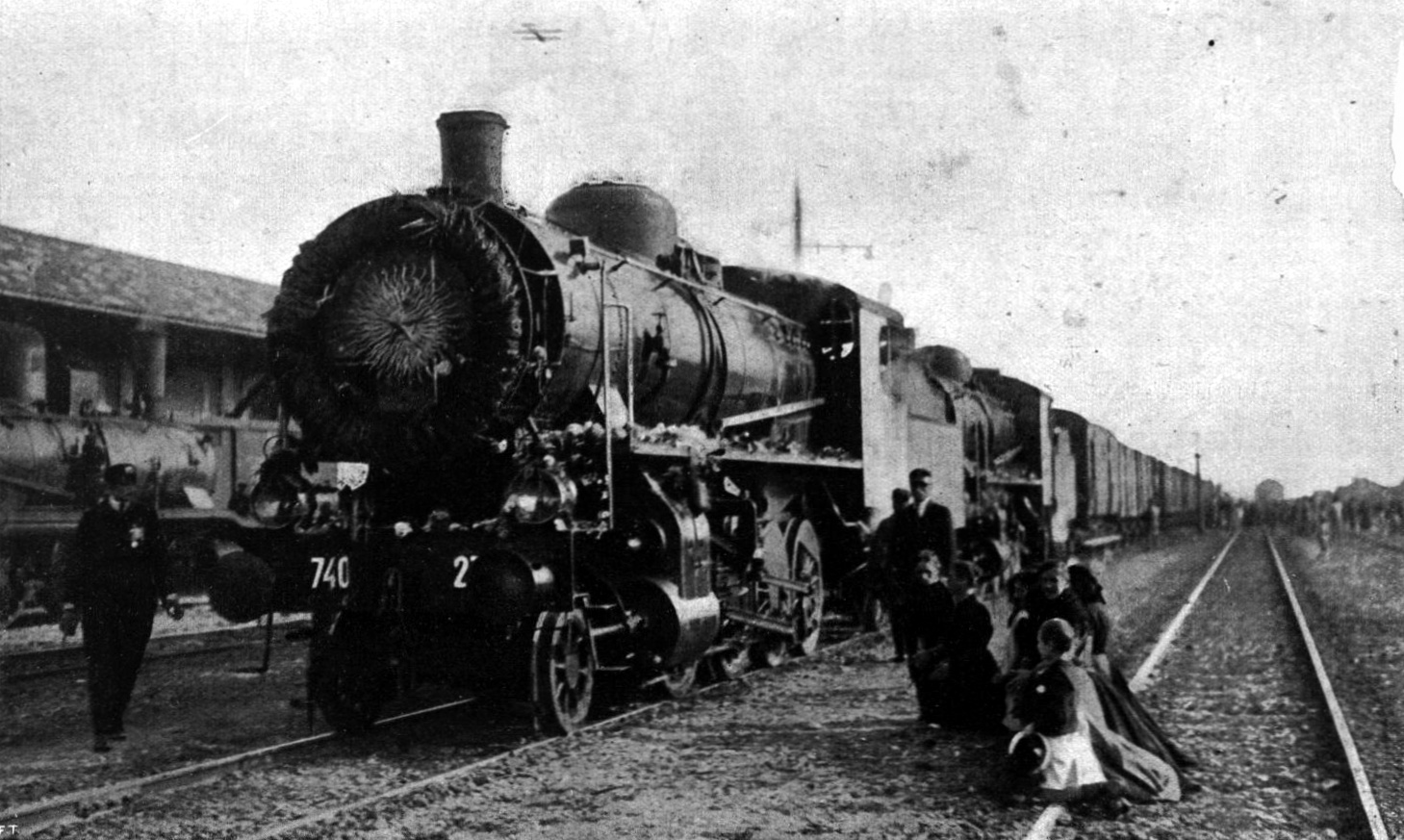
Treno per il trasporto del Milite Ignoto
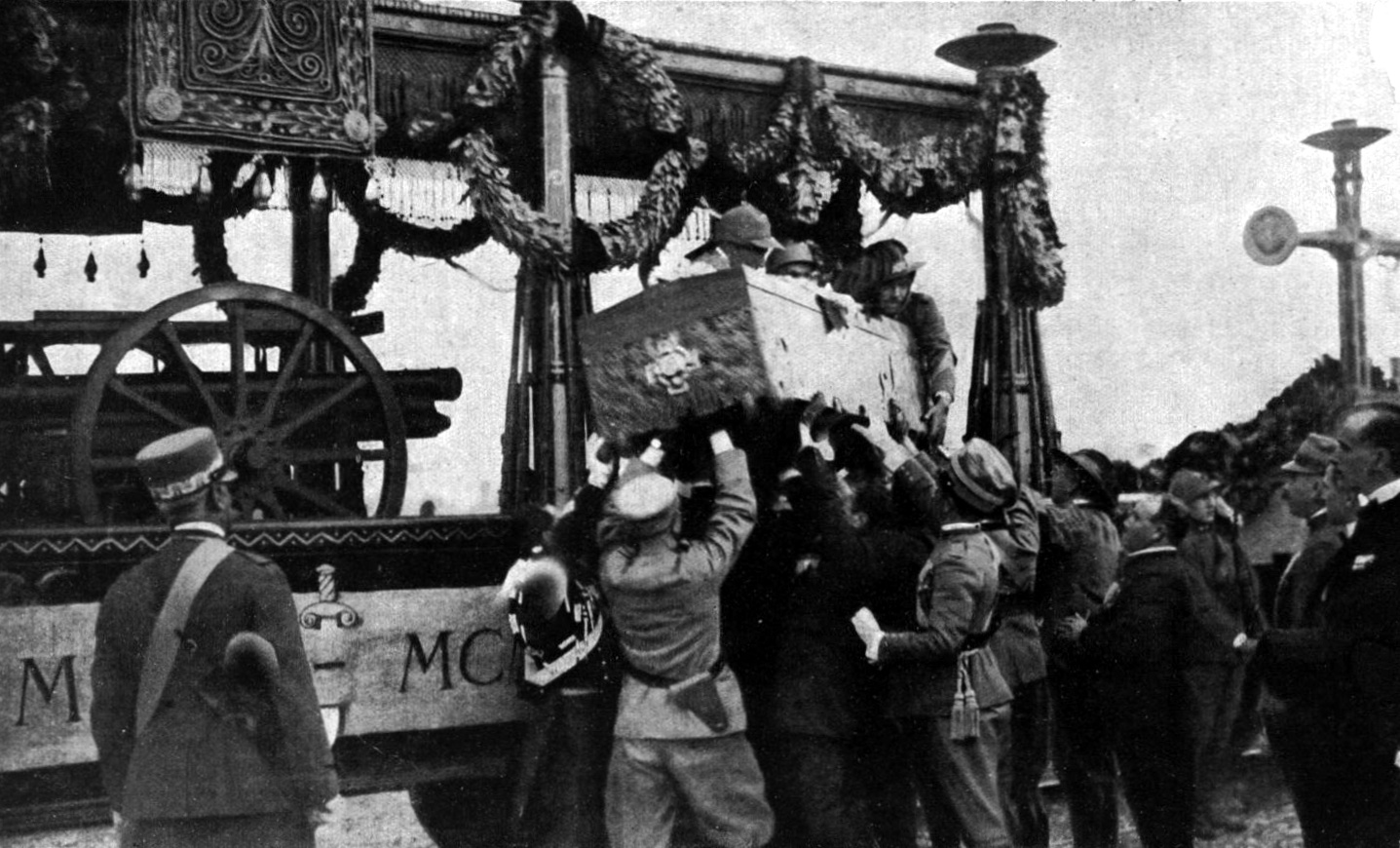
Caricamento della bara sul treno
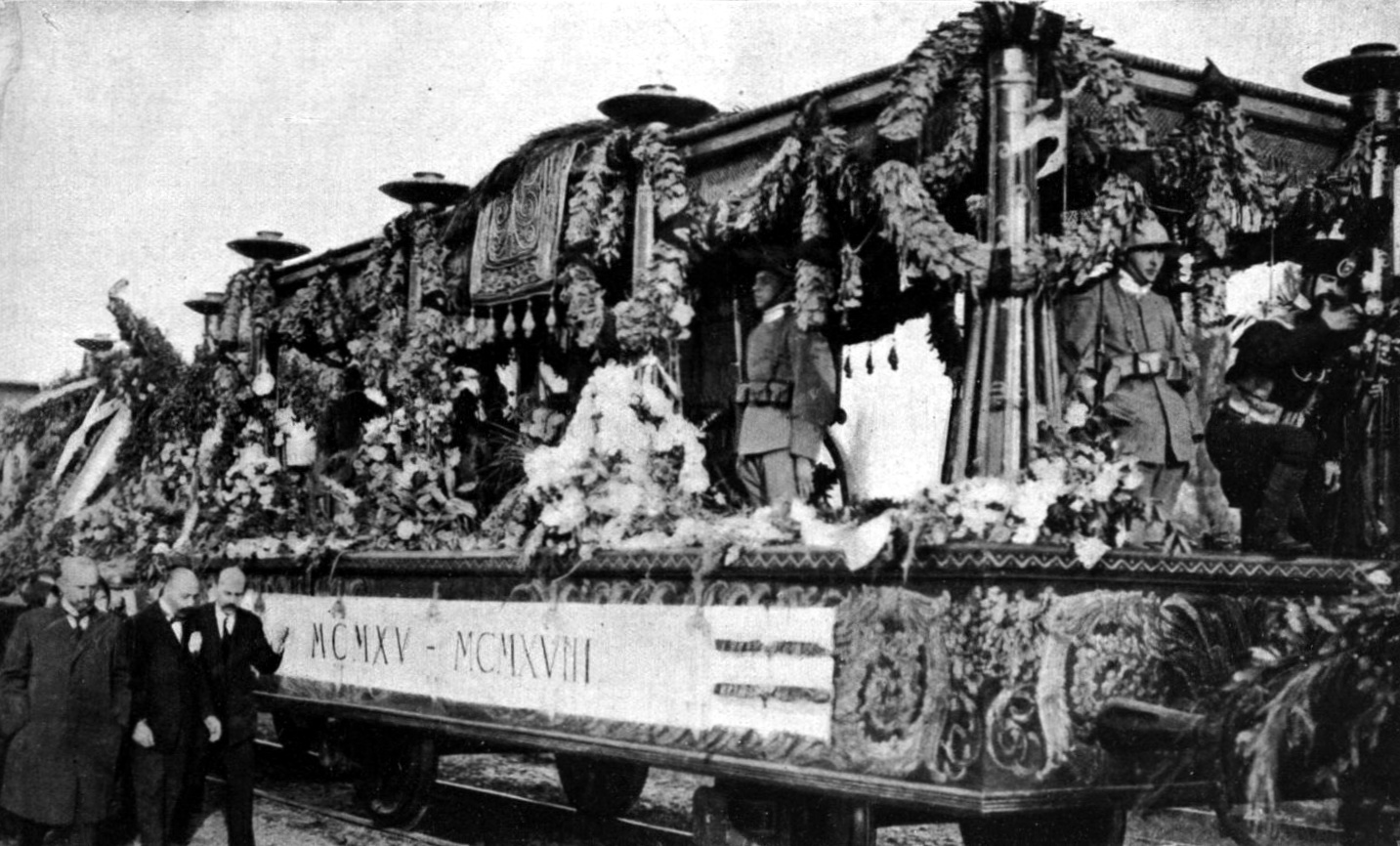
Carro del treno del Milite Ignoto
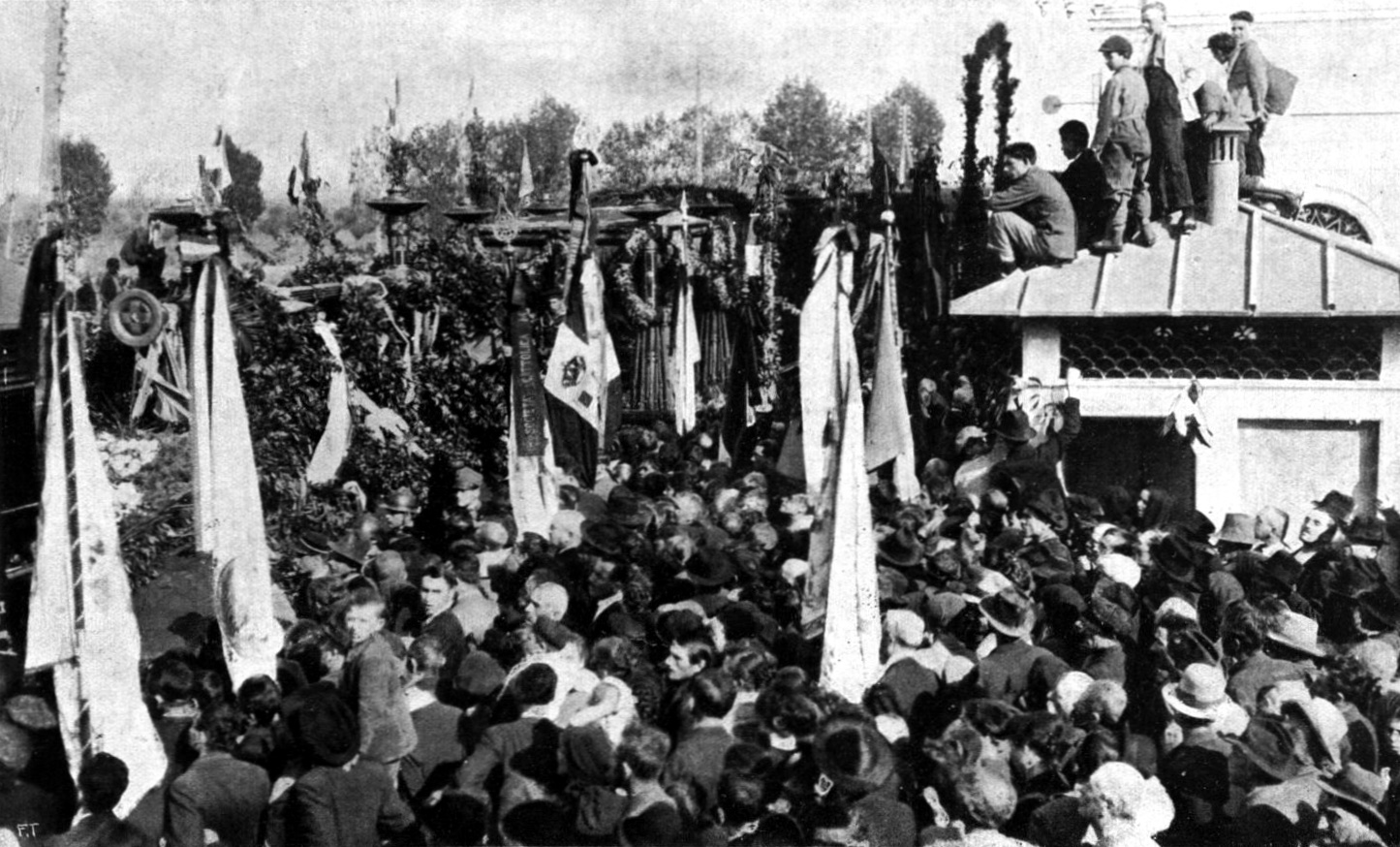
Accoglienza al treno del Milite Ignoto

Come riportato dalla tabella ufficiale con l'orario delle principali fermate, la destinazione del viaggio fu la stazione di Portonaccio (oggi stazione di Roma Tiburtina) la sera del 1º novembre; la mattina dopo era previsto l'arrivo alla stazione Termini per le successive celebrazioni.
| Principali stazioni         | Principali stazioni | Arrivo      | Arrivo | Partenza    | Partenza |
| --------------------------- | ------------------- | ----------- | ------ | ----------- | -------- |
| Aquileia                    |                     |             |        | 29 ottobre  | 8:00     |
| Udine                       |                     | 29 ottobre  | 10:00  | 29 ottobre  | 11:00    |
| Treviso                     |                     | 29 ottobre  | 16:00  | 29 ottobre  | 17:30    |
| Mestre                      |                     | 29 ottobre  | 18:30  | 29 ottobre  | 19:00    |
| Venezia Santa Lucia         |                     | 29 ottobre  | 19:30  | 30 ottobre  | 8:00     |
| Padova                      |                     | 30 ottobre  | 9:40   | 30 ottobre  | 11:00    |
| Rovigo                      |                     | 30 ottobre  | 13:30  | 30 ottobre  | 13:45    |
| Ferrara                     |                     | 30 ottobre  | 15:30  | 30 ottobre  | 16:30    |
| Bologna Centrale            |                     | 30 ottobre  | 18:30  | 31 ottobre  | 6:24     |
| Pracchia                    |                     | 31 ottobre  | 10:26  | 31 ottobre  | 10:51    |
| Pistoia                     |                     | 31 ottobre  | 12:00  | 31 ottobre  | 12:45    |
| Prato                       |                     | 31 ottobre  | 13:28  | 31 ottobre  | 13:33    |
| Firenze Santa Maria Novella |                     | 31 ottobre  | 14:46  | 31 ottobre  | 19:10    |
| Arezzo                      |                     | 31 ottobre  | 23:00  | 1º novembre | 9:45     |
| Chiusi                      |                     | 1º novembre | 12:00  | 1º novembre | 12:15    |
| Orvieto                     |                     | 1º novembre | 13:45  | 1º novembre | 14:30    |
| Orte                        |                     | 1º novembre | 16:25  | 1º novembre | 17:50    |
| Portonaccio                 |                     | 1º novembre | 20:25  | 2 novembre  | 8:43     |
| Roma Termini                |                     | 2 novembre  | 9:00   |             |          |

### Alla basilica di Santa Maria degli Angeli
La mattina del 2 novembre, quando la bara del Milite Ignoto giunse alla stazione di Roma Termini, fu accolta dal re e dalla famiglia reale, da bandiere, stendardi e labari dell'Esercito, della Marina e della Guardia di Finanza, con generali, comandanti d'armata, capi di stato maggiore dell'Esercito e della Marina; erano invitati, insieme alle diverse cariche dello Stato, decorati di medaglia d'oro e rappresentanze di mutilati, di madri e vedove di caduti e di ex combattenti.
La bara, posta su un affusto di cannone, fu trasportata alla basilica di Santa Maria degli Angeli affiancata da decorati della medaglia d'oro e seguita a piedi dal re Vittorio Emanuele III e dalle cariche dello Stato. In piazza Esedra fu benedetta dal vescovo Angelo Bartolomasi e poi portata all'interno della basilica a spalla e posta su un catafalco per la cerimonia.
La bara rimase nella chiesa fino al 4 novembre con un picchetto d'onore in quattro ufficiali, quattro sottufficiali, quattro caporali, quattro soldati, quattro mutilati e quattro ex combattenti. Durante il giorno la chiesa fu aperta al pubblico per rendere omaggio al caduto.

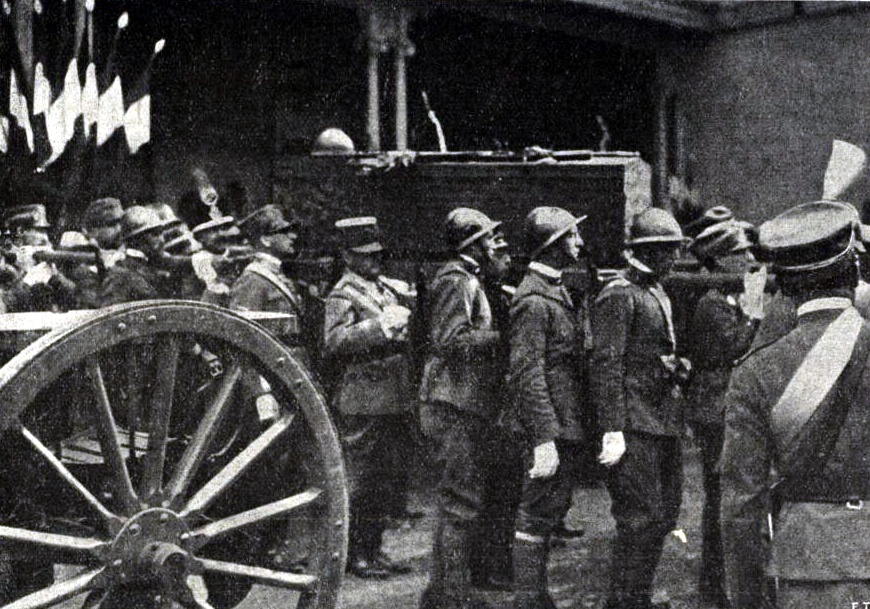
Arrivo a Roma della salma
Vittorio Emanuele III segue la bara del Milite Ignoto
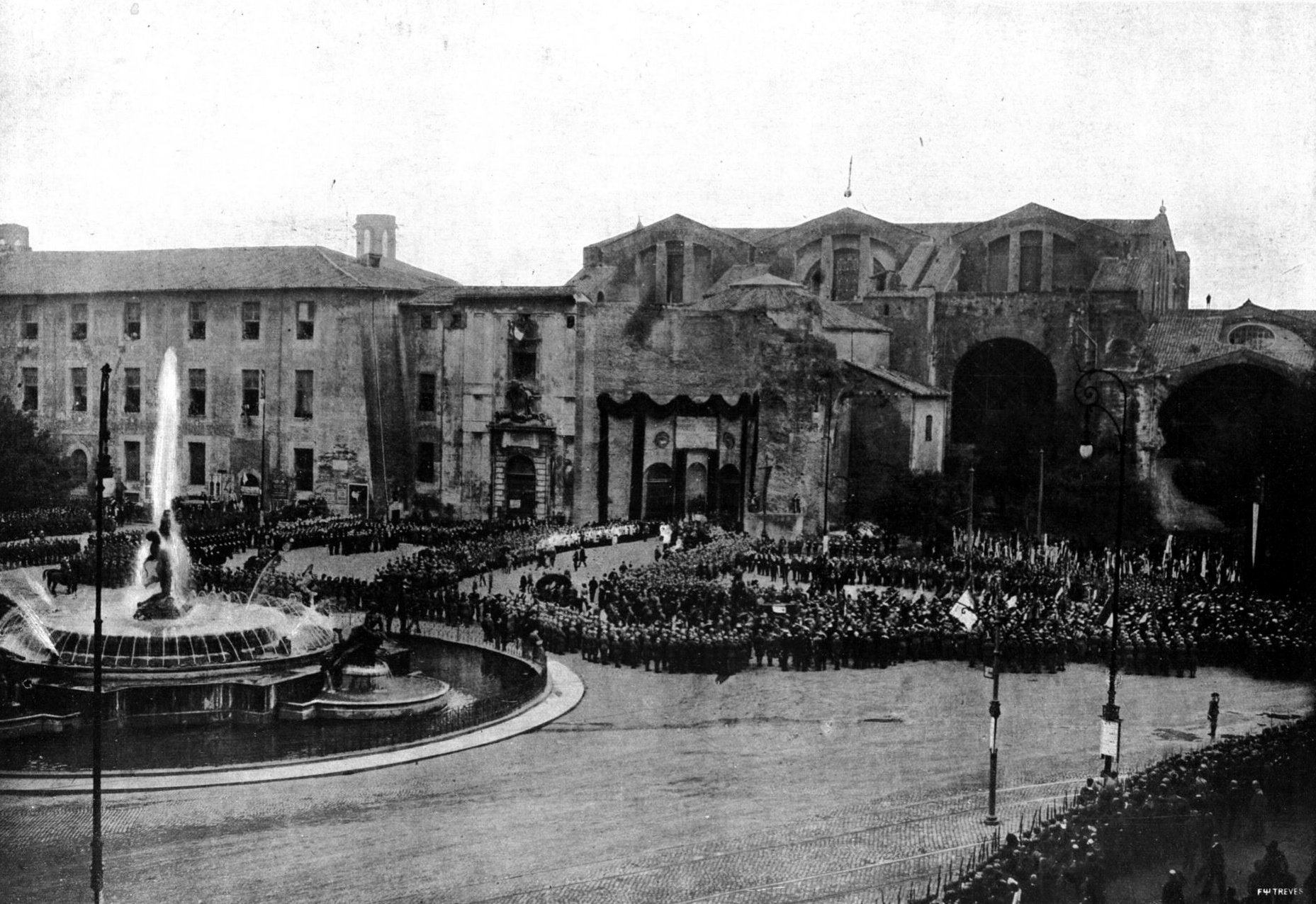
Celebrazione presso la basilica di Santa Maria degli Angeli

### All'Altare della Patria
Il 4 novembre, terzo anniversario della fine della guerra, alle 8:30 la bara fu caricata su un affusto di cannone. Il lungo corteo delle varie armi di Esercito, Marina, Guardia di Finanza e Guardia di Pubblica Sicurezza precedeva il carro, seguito a sua volta da dieci madri e da dieci vedove di caduti, da rappresentanti di cariche dello Stato e dell'Esercito e da rappresentanza di mutilati e di ex combattenti.
All'Altare della Patria attendevano il corteo il re Vittorio Emanuele III con la famiglia reale e le più alte cariche dello Stato, insieme a rappresentanze di madri e di vedove di caduti, rappresentanze di grandi mutilati, rappresentanze di associazioni e di ex combattenti. Il corteo giunse alle 9:30 riempiendo la piazza; la bara fu portata a spalla alla tomba e sepolta accompagnata dal saluto militare.

Le madri e le vedove dei caduti della prima guerra mondiale seguono la bara del Milite Ignoto
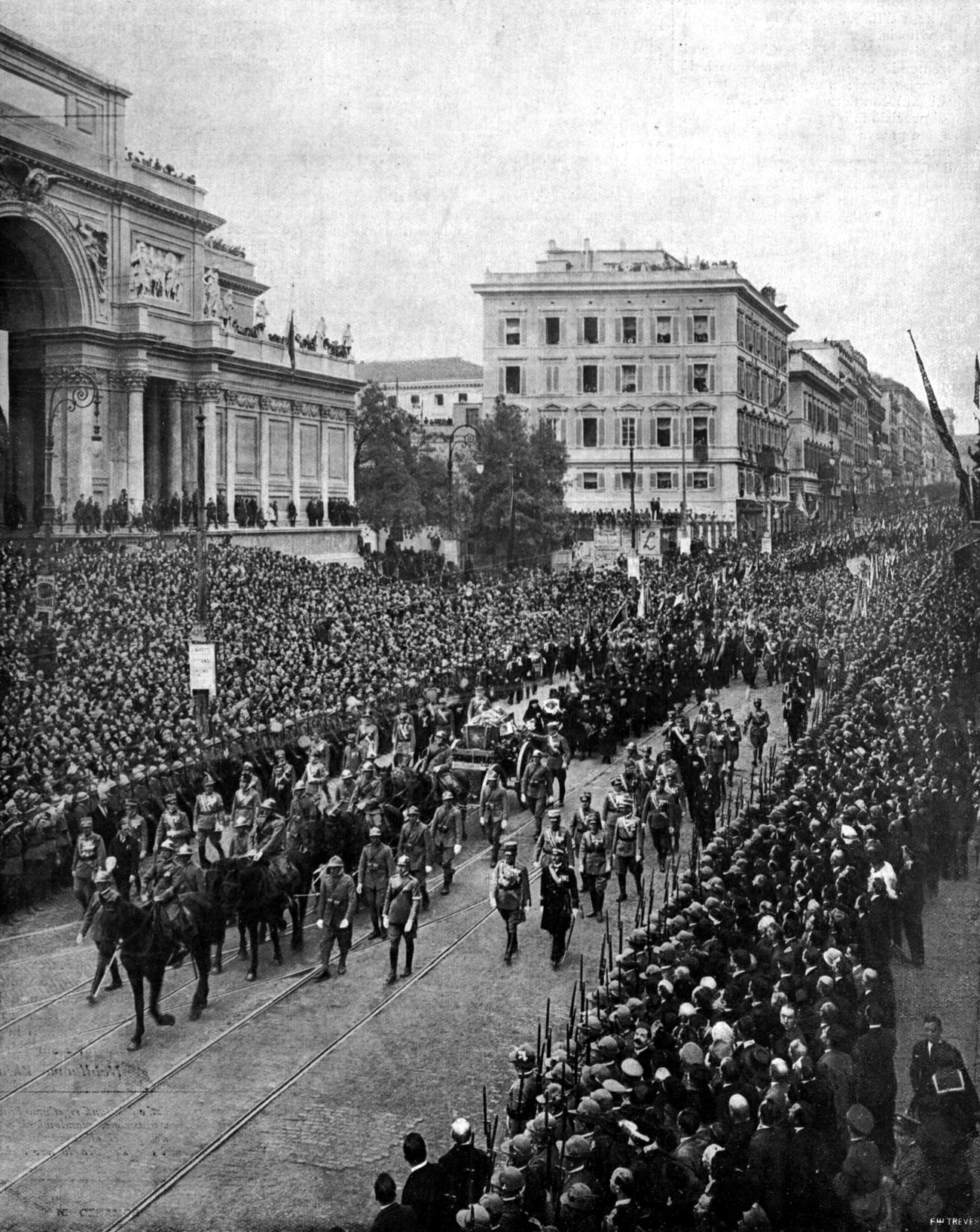
Corteo in via Nazionale
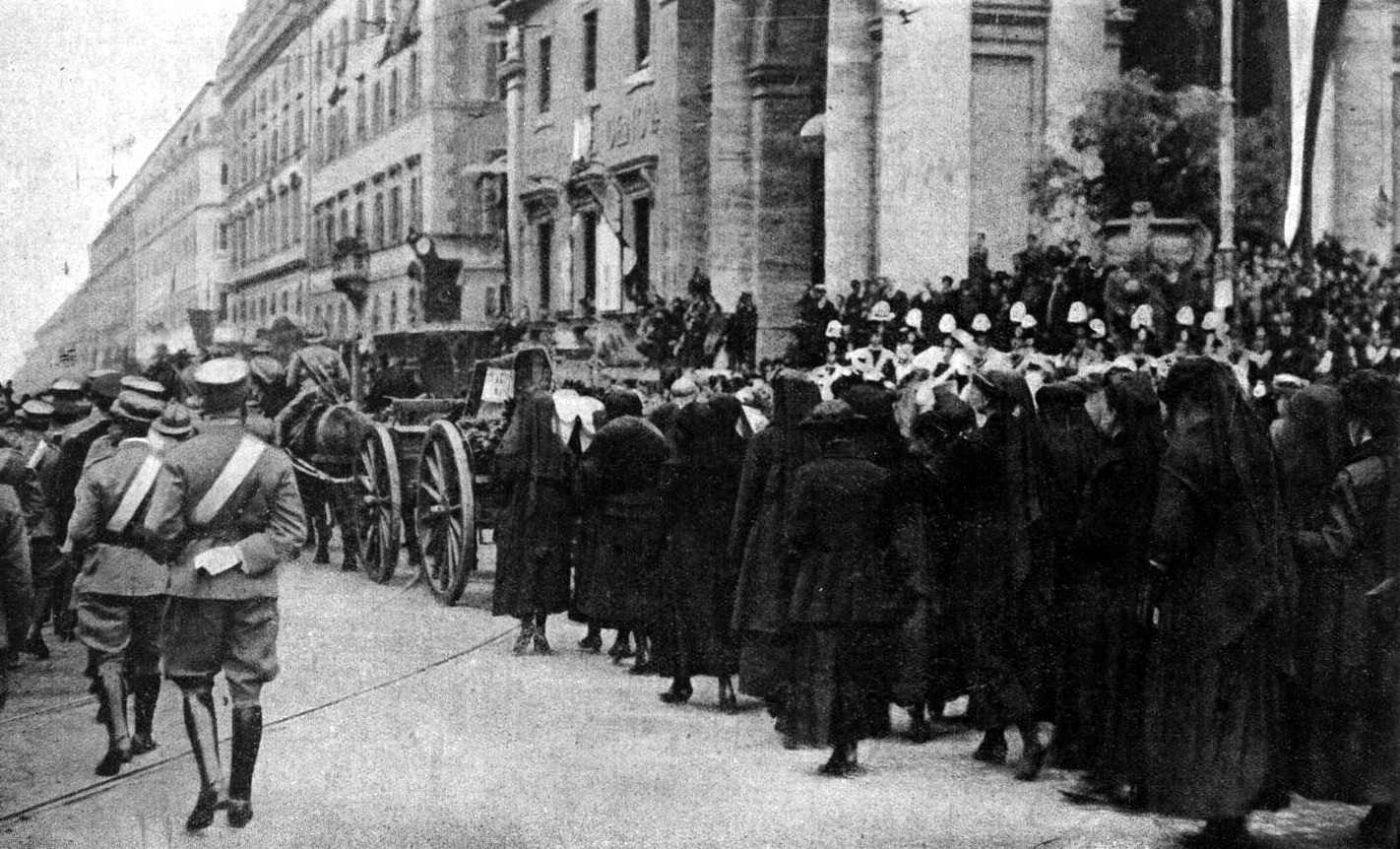
Madri e vedove di caduti seguono il carro funebre
Arrivo della salma del Milite Ignoto al Vittoriano
Bandiere dei reggimenti di fanteria che omaggiano la salma
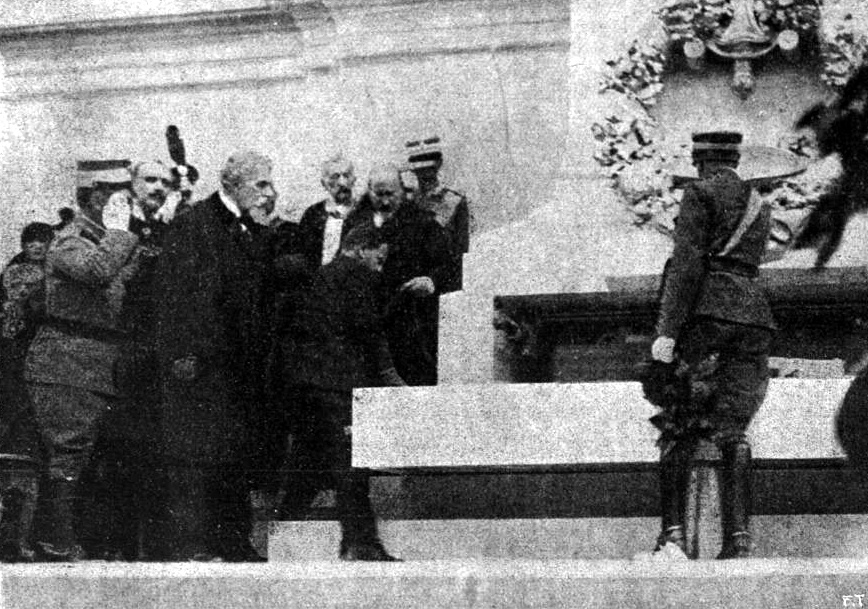
Chiusura della tomba con saluto militare

### Medaglie commemorative

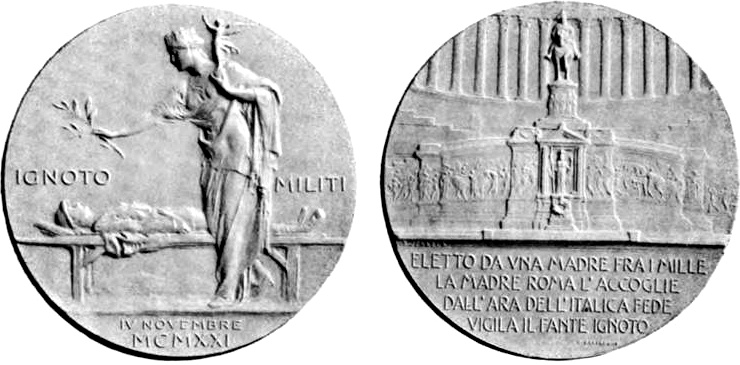
Medaglia modellata e incisa da Lodovico Pogliaghi

Nel 1921 furono realizzate tre medaglie commemorative.
La prima medaglia, su disegno di Aurelio Mistruzzi, fu creata per volere di Udine, di Gorizia e di Aquileia. Fu realizzato un unico esemplare in oro che fu inserito su una croce d'argento (con gli stemmi dei tre comuni) posta nella bara del Milite Ignoto. Ha un diametro di 60 millimetri.
- Dritto: La Gloria aleggiante a sinistra in atto di baciare sulla fronte il fante ignoto che, serrando nella destra il ferro infranto, riposa nella morte. All'esergo su tre linee: at pia gloria dedit / et oscvlvm / svpremvm.
- Rovescio: Nel campo il gladio romano allacciato alla palma della vittoria. Ai lati su due righe: ignoto - militi / iv nov. - mcmxxi.

Una seconda medaglia, sempre su disegno di Mistruzzi, fu realizzata in formato ridotto con anello (32 millimetri) per ufficiali e soldati che accompagnarono la bara; copie con dimensioni maggiori (70 millimetri) furono destinate alle personalità dell'Esercito.
- Dritto: la vittoria alata sorregge il corpo di un caduto che stringe nella destra un gladio. Sul bordo apotheosis - iv nov. mcmxxi.
- Rovescio: sul bordo comitato per le onoranze al soldato ignoto.

La terza medaglia, su disegno di Lodovico Pogliaghi, era di bronzo e aveva dimensione di 60 millimetri. Ne esiste una versione ridotta da 28 millimetri in argento con anello e con rovescio diverso.
- Dritto: L'Italia turrita stante con una Vittoria è in atto di deporre un ramo d'alloro sulla salma del Milite Ignoto. Nel campo, ai lati: ignoto - militi. All'esergo, su due righe: iv novembre / mcmxxi. In piccolo a destra: pogliaghi mod. e inc.
- Rovescio: L'Altare della Patria. Nell'esergo, su quattro righe: eletto da vna madre fra i mille / la madre roma l'accoglie / dall'ara dell'italica fede / vigila il fante ignoto. In piccolo sotto la linea dell'esergo: s. johnson.

### Cartoline al Milite Ignoto
In occasioni delle celebrazioni del 1921 fu messa in commercio una cartolina divisa in due parti. Su una metà, che sarebbe rimasta all'acquirente, era riprodotto un disegno di Mario Barberis e sul retro erano presenti le istruzioni; l'altra metà riportava la scritta ignoto militi e un fregio con le date mcmxv e mcmxv e sul retro aveva la scritta cartolina in franchigia e sette righe su cui era possibile scrivere.
(Istruzioni sulla cartolina)
Furono spedite più di trentamila cartoline da tutta Italia, oggi conservate presso il Museo Centrale del Risorgimento. Una parte del fondo è stata digitalizzata ed è disponibile online. È stato avviato un progetto di ricerca per la digitalizzazione completa e per lo studio delle cartoline, che presentano contenuti tra loro molto diversi (testi patriottici; frasi di bambini guidati da maestri; semplici firme da parte di chi non sapeva scrivere; ricordi relativi ad amici o a parenti caduti; messaggi di ex combattenti a volte con accenni critici; nomi di ditte che parteciparono alla raccolta di fondi per gli orfani).
(Testo sulla cartolina con codice identificativo MCRR_H001024)
(Testo sulla cartolina con codice identificativo MCRR_F000260)

### Altre celebrazioni
Il giorno 4 novembre si ebbero eventi solenni anche in altre città d'Italia e furono effettuate riprese delle manifestazioni a Bergamo, a Catania, a Genova, a Milano, a Napoli, a Palermo e a Torino.
A Torino furono segnalate violenze da parte di fascisti per la mancate esposizione delle bandierine tricolori su alcuni tram cittadini.

### Contestazioni politiche

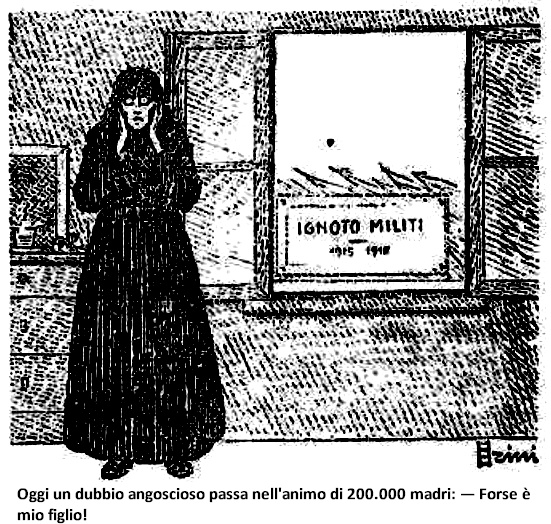
Disegno di Giuseppe Scalarini sull'«Avanti!» del 3 novembre 1921

I socialisti non parteciparono alle celebrazioni. Nel riportare cronache degli eventi sottolineavano che «il popolo era stato tenuto lontano».
(Comunicazione del Partito Socialista del 27 ottobre 1921)
(Manifesto del Partito Socialista, 3 novembre 1921)
Ancora nel 1923 Giacomo Matteotti, pochi mesi prima di essere rapito e ucciso da fascisti, invitò Filippo Turati a non partecipare alla manifestazione milanese per il 4 novembre, opponendo al "milite ignoto" eroe guerriero un "milite ignoto" vittima innocente della guerra e suggerendo di «riunire il ricordo del milite ignoto anche a quello di tutti i nostri morti ignobilmente assassinati in questi giorni».
I giovani repubblicani durante il corteo ufficiale del 4 novembre lanciarono un manifesto di contestazione tra la folla.
Anche gli anarchici si astennero dalla manifestazione.
Gli Arditi del Popolo lasciarono un omaggio alla tomba del Soldato Ignoto dopo la conclusione delle cerimonie ufficiali, così come i legionari fiumani.
Oggetto di discussione politica fu anche l'assenza del generale Cadorna. Invitato alle celebrazioni dal ministro Gasparotto, rifiutò perché non voleva apparire in secondo piano rispetto ai suoi subordinati di un tempo.

### Simbolo della propaganda fascista

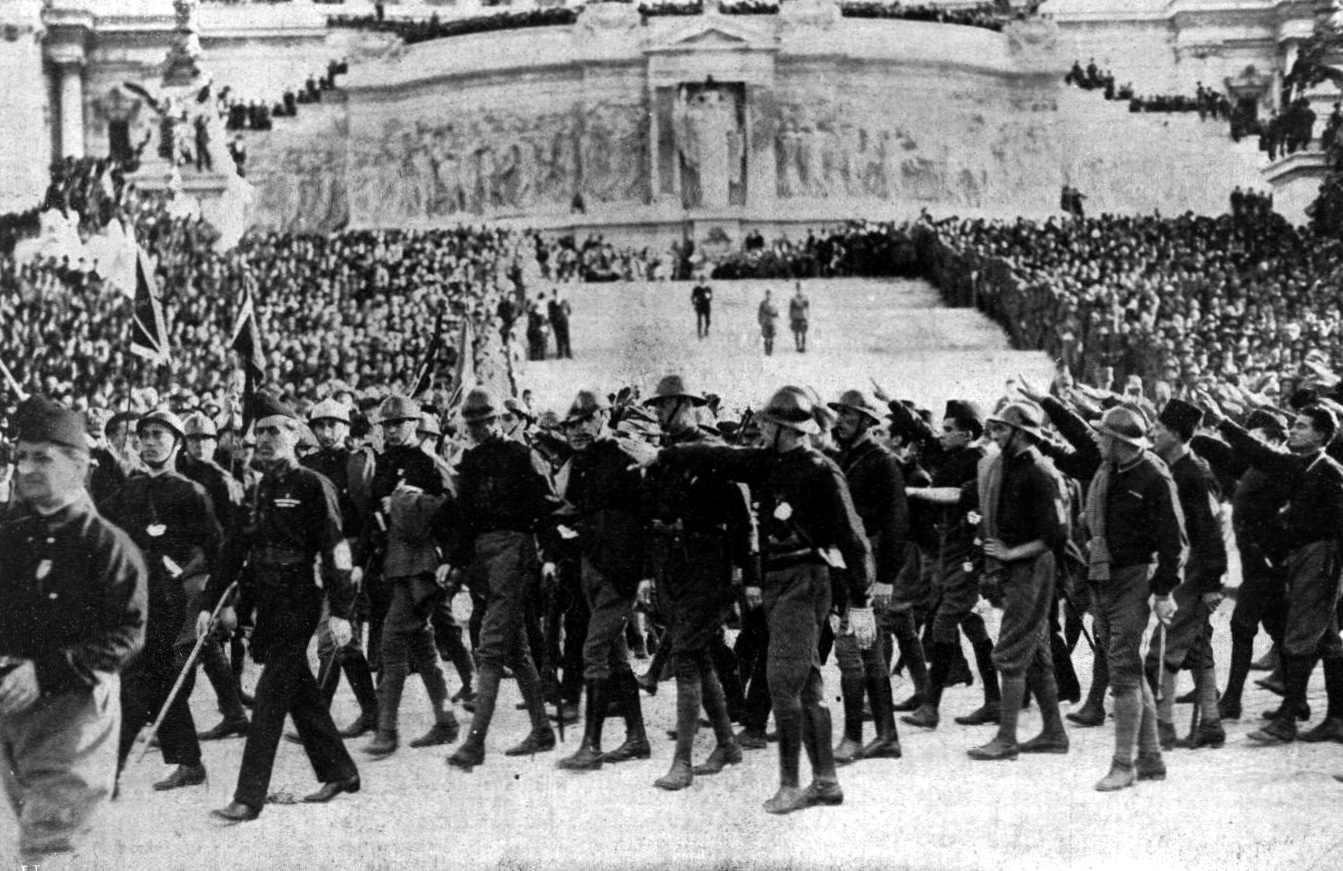
Sfilata fascista al Vittoriano al termine della marcia su Roma

Nel 1922, un anno dopo la traslazione della salma, il Partito Fascista assunse il Milite Ignoto come proprio simbolo, sia tramite un corteo al termine della marcia su Roma sia durante le celebrazioni del 4 novembre con Mussolini appena nominato Presidente del Consiglio.
Anche il nome della Milizia Volontaria per la Sicurezza Nazionale, formata nel 1923, potrebbe apparire richiamarsi direttamente al Milite Ignoto.
(Giacomo Devoto, 1935)
Nel 1924 il ministro Giovanni Gentile stabilì di aggiungere alla dotazione delle scuole elementari una raffigurazione simbolica del Milite Ignoto, che «contribuirebbe ad ispirare negli allievi vivo amore e profonda devozione alla Patria».

### Celebrazioni nel dopoguerra e violenze neofasciste
Anche dopo la seconda guerra mondiale la tomba continuò ad essere luogo di celebrazioni ufficiali a ricordo dei caduti.
Fu anche oggetto di scontro politico, a causa di provocazioni e violenze da parte di membri del Movimento Sociale Italiano, che nel 1949 candidò Maria Maddalena Blasizza. Il 23 febbraio 1958, in occasione di una celebrazione della Resistenza all'Altare della Patria presso la tomba del Milite Ignoto, il deputato missino Giovanni De Totto, al termine della cerimonia ufficiale fece il saluto romano (secondo alcune fonti anche gridando «Viva la Repubblica Sociale») provocando la reazione dei partigiani presenti; altri scontri seguirono tra il corteo di partigiani e un gruppo di missini. Il giorno successivo, alcuni missini con scope, insetticida e acqua saponata furono bloccati dalle forze dell'ordine sulle scalee del Vittoriano; dichiararono di voler ripulire il monumento dall'«oltraggio» per la celebrazione dei partigiani.
Il 7 ottobre 1962, in occasione delle celebrazioni per il 70º anniversario della fondazione del Partito Socialista Italiano, una delegazione portò una corona d'alloro alla tomba del Milite Ignoto; alcuni missini cercarono di rimuoverla, provocando la reazione dei presenti. Successivamente neofascisti fecero esplodere una bomba carta al passaggio del corteo socialista in prossimità della Basilica dei Santi Cosma e Damiano.

## Tomba del Milite Ignoto
La tomba fu realizzata ai piedi della dea Roma. La struttura è in marmo Botticino e presenta sul fronte al centro l'iscrizione ignoto militi ("Al soldato ignoto" in latino) e nella parte inferiore le date mcmxv e mcmxviii. Attorno è presente una decorazione di foglie di alloro. Sopra la tomba è posta una corona d'alloro in bronzo con l'iscrizione ai prodi caduti / nella grande guerra liberatrice / le donne d'italia / mcmxxi. La corona attuale appare diversa da quella immortalata nelle fotografie del 1921 e del 1922, che aveva una parte che scendeva al di sotto del piano di appoggio. Fu forse sostituita in occasione dei lavori del 1924, che interessarono la parte centrale del Vittoriano.
Di fronte alla tomba sono posti due bracieri in cui arde una fiamma perenne; alla base di ognuno dei bracieri è posta una targa che riporta l'iscrizione gli italiani all'estero / alla madre patria.

### Guardia d'onore
La tomba del Milite Ignoto è sempre piantonata da due militari (posizionati alle estremità della tomba) appartenenti alle diverse armi delle forze armate italiane che si alternano nel servizio. Originariamente era invece prevista una durata decennale per ogni arma: nei primi dieci anni il picchetto d'onore fu composto da Reali Carabinieri e il 24 maggio 1932 ci fu il passaggio di consegne alla fanteria. Attualmente i militari prestano un servizio di guardia di un'ora con riposo di quattro ore; poiché l'Altare della Patria è considerato zona militare, la guardia d'onore è armata e munita di munizioni.
Dopo gli attentati di Roma del 12 dicembre 1969, che colpirono anche l'Altare della Patria, il servizio di guardia fu temporaneamente esteso fino ai piedi della scalinata.

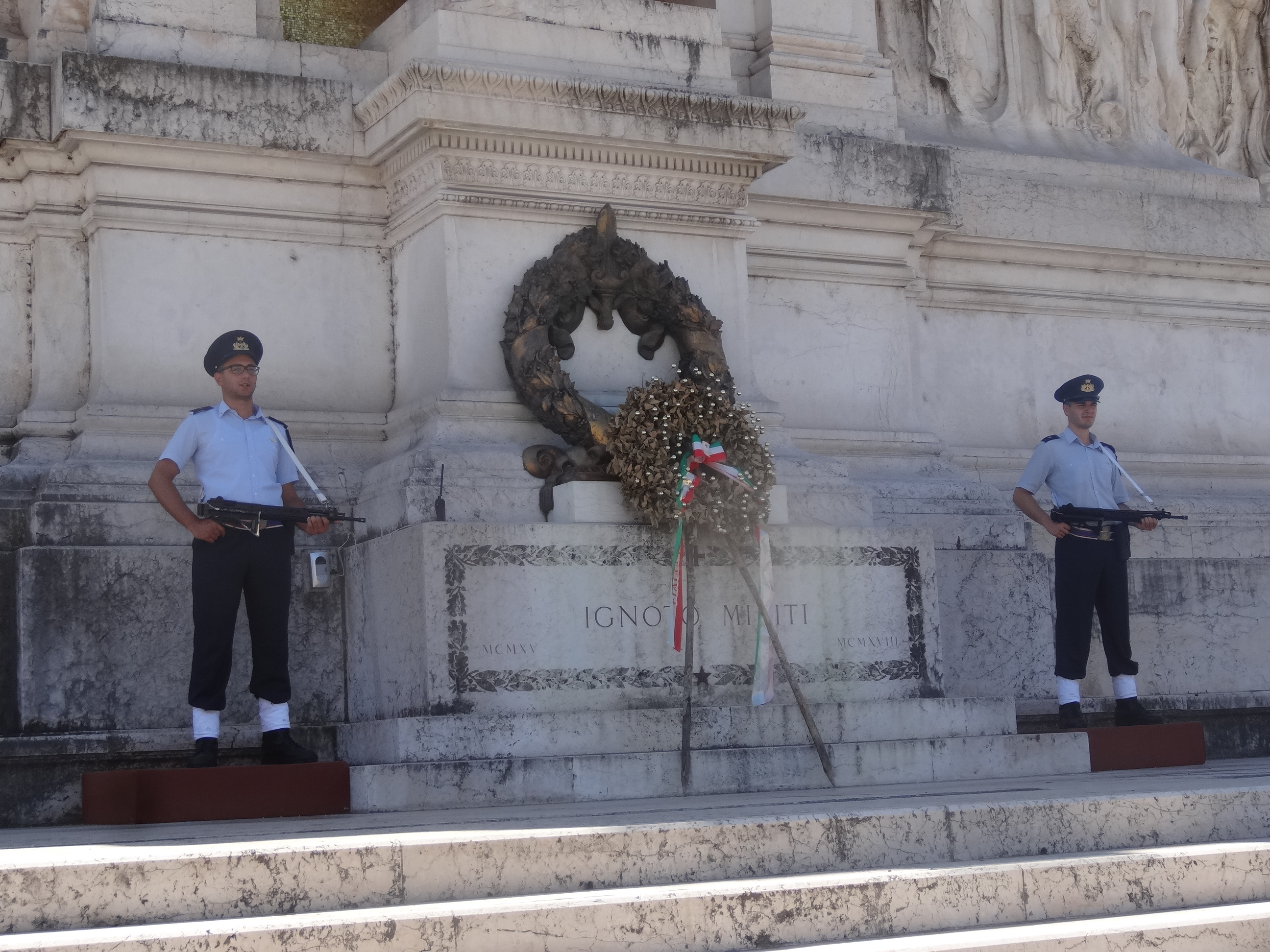
Guardia d'onore dell'Aeronautica militare
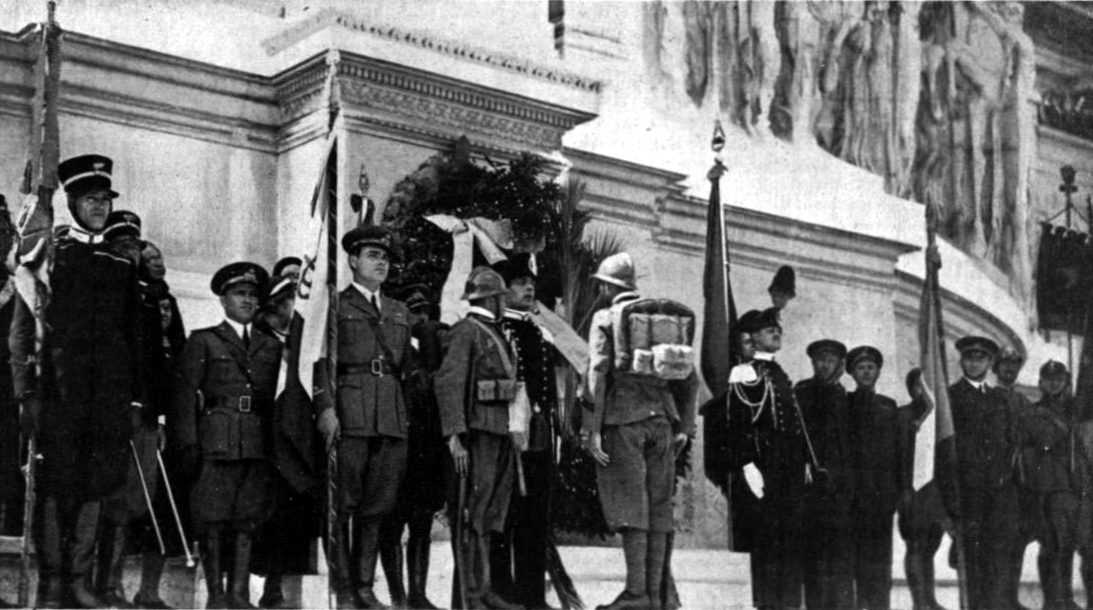
Passaggio di consegne tra carabinieri e fanteria nel 1932
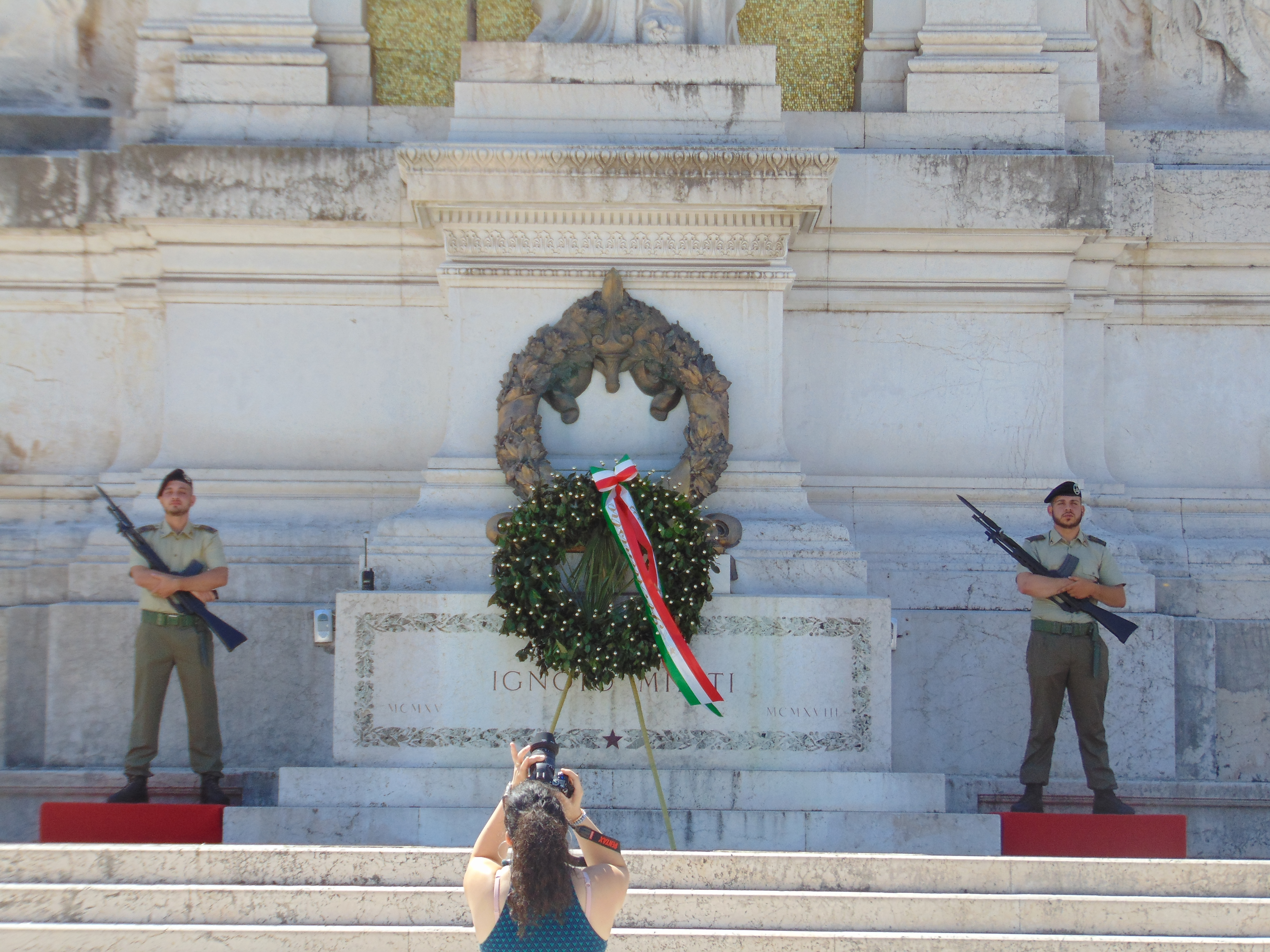
Esercito Italiano
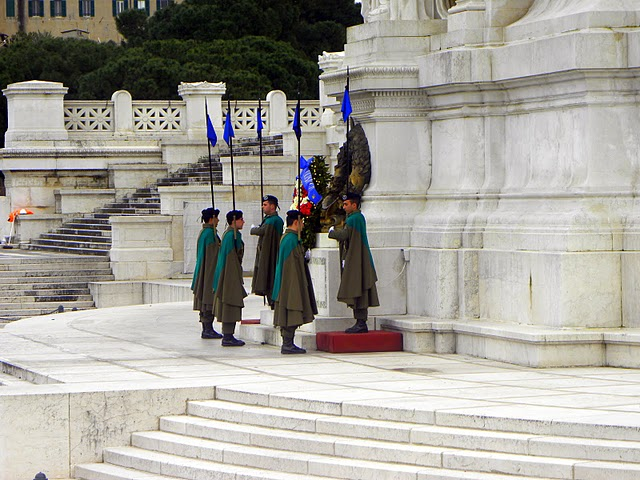
Lancieri di Montebello
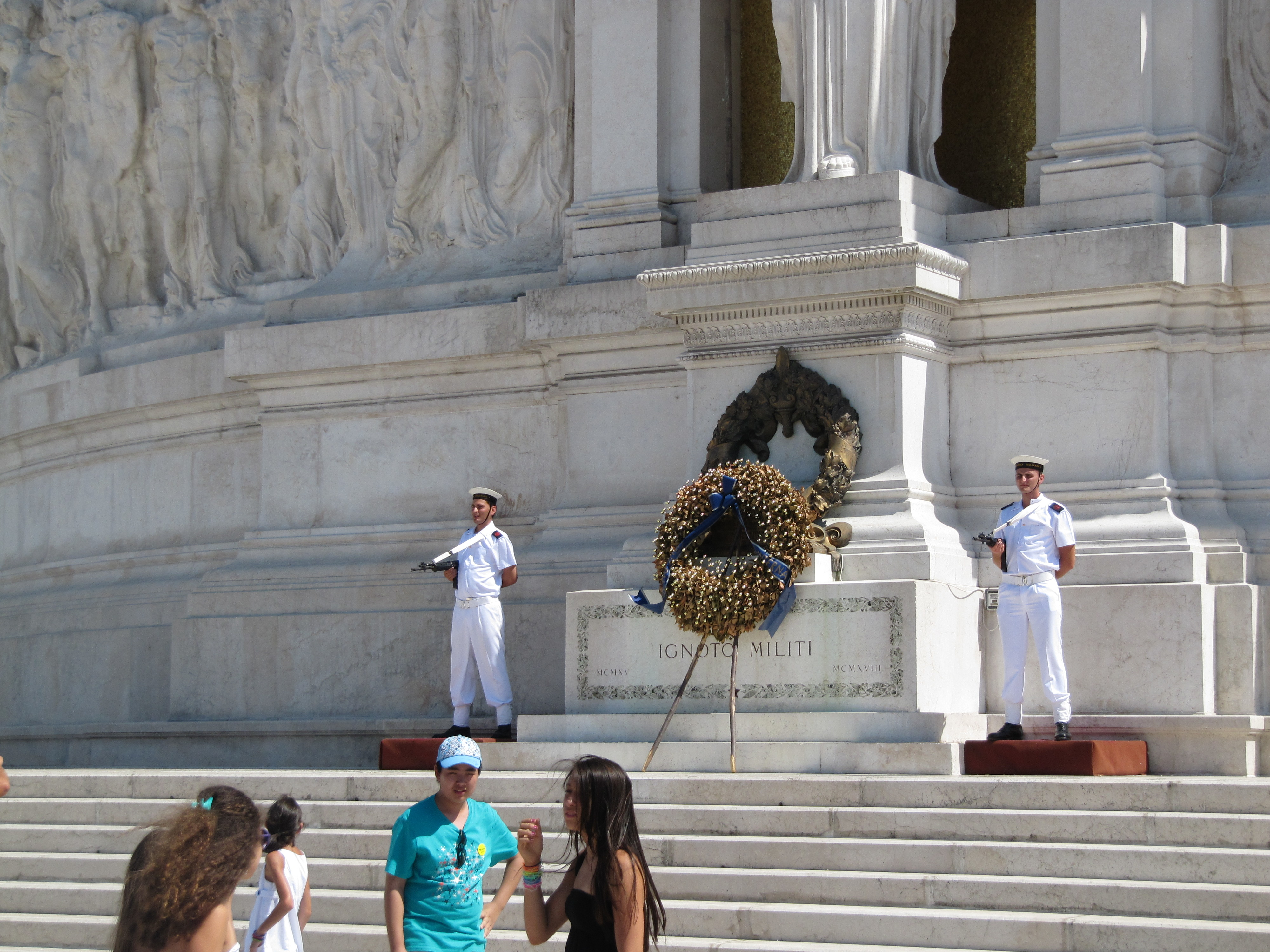
Marina militare
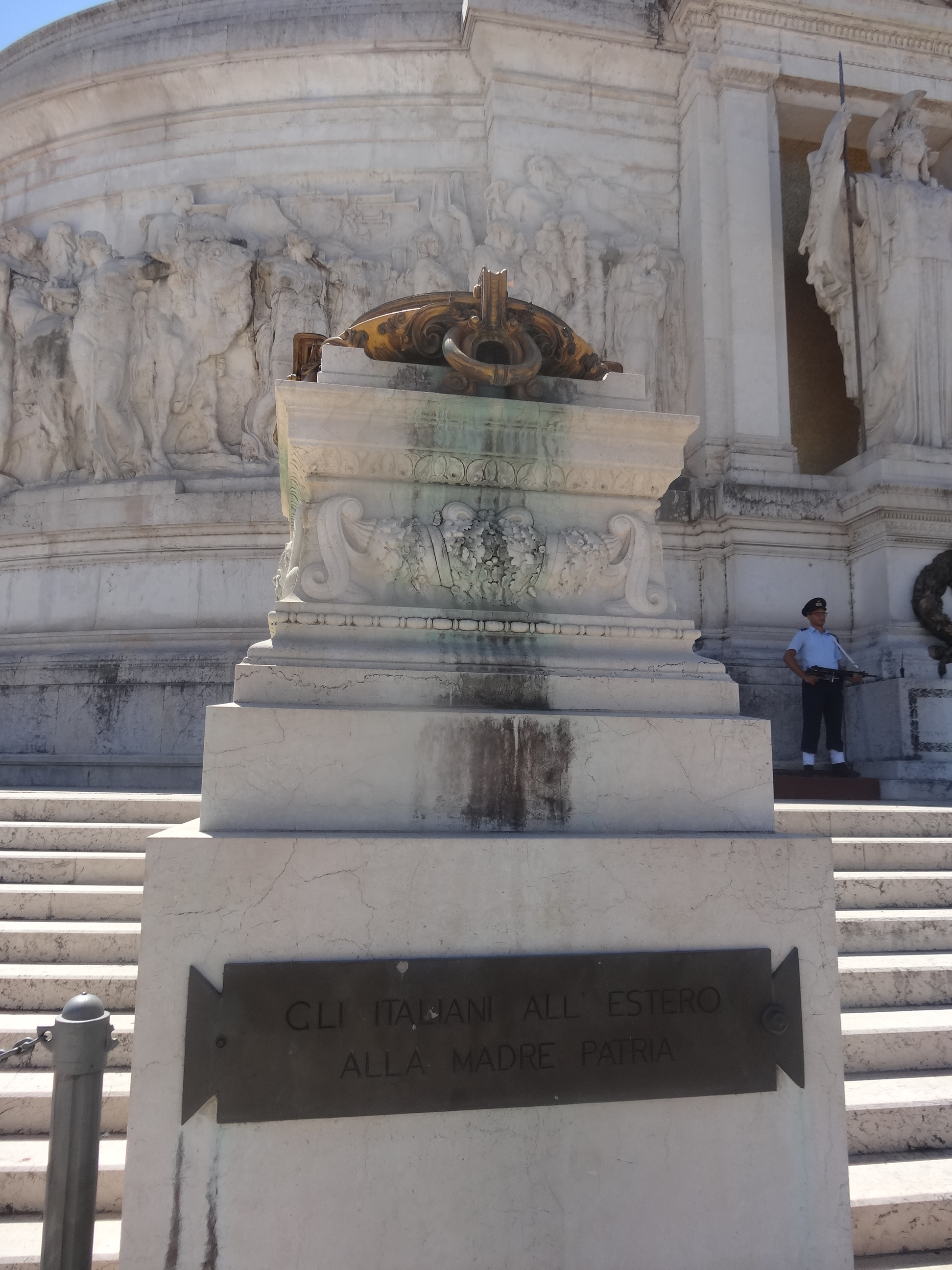
Uno dei due bracieri

## Sacello
All'inizio del 1924, al fine di completare alcuni lavori alla parte centrale dell'Altare della Patria, la bara del Milite Ignoto fu temporaneamente spostata in un locale del Vittoriano. Fu in quell'occasione che Primo Acciaresi suggerì di creare una cripta, usando lo spazio inutilizzato al di sotto del monumento equestre di Vittorio Emanuele II; in questo modo si avrebbe potuto avere un luogo più adatto alle commemorazioni.

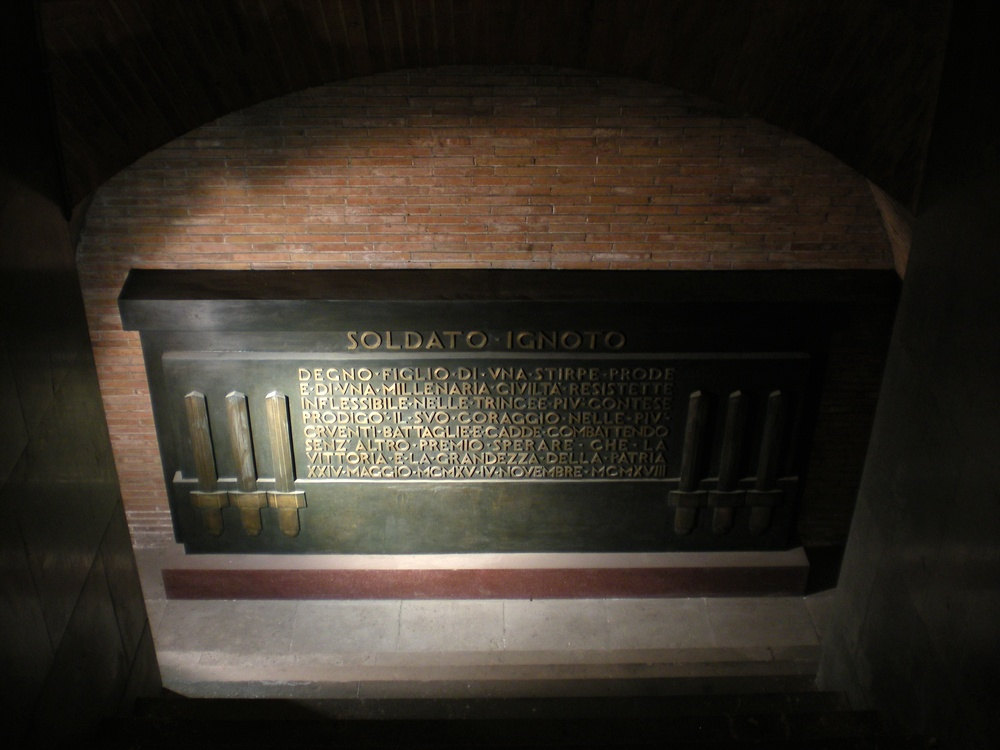
Iscrizione in corrispondenza della tomba
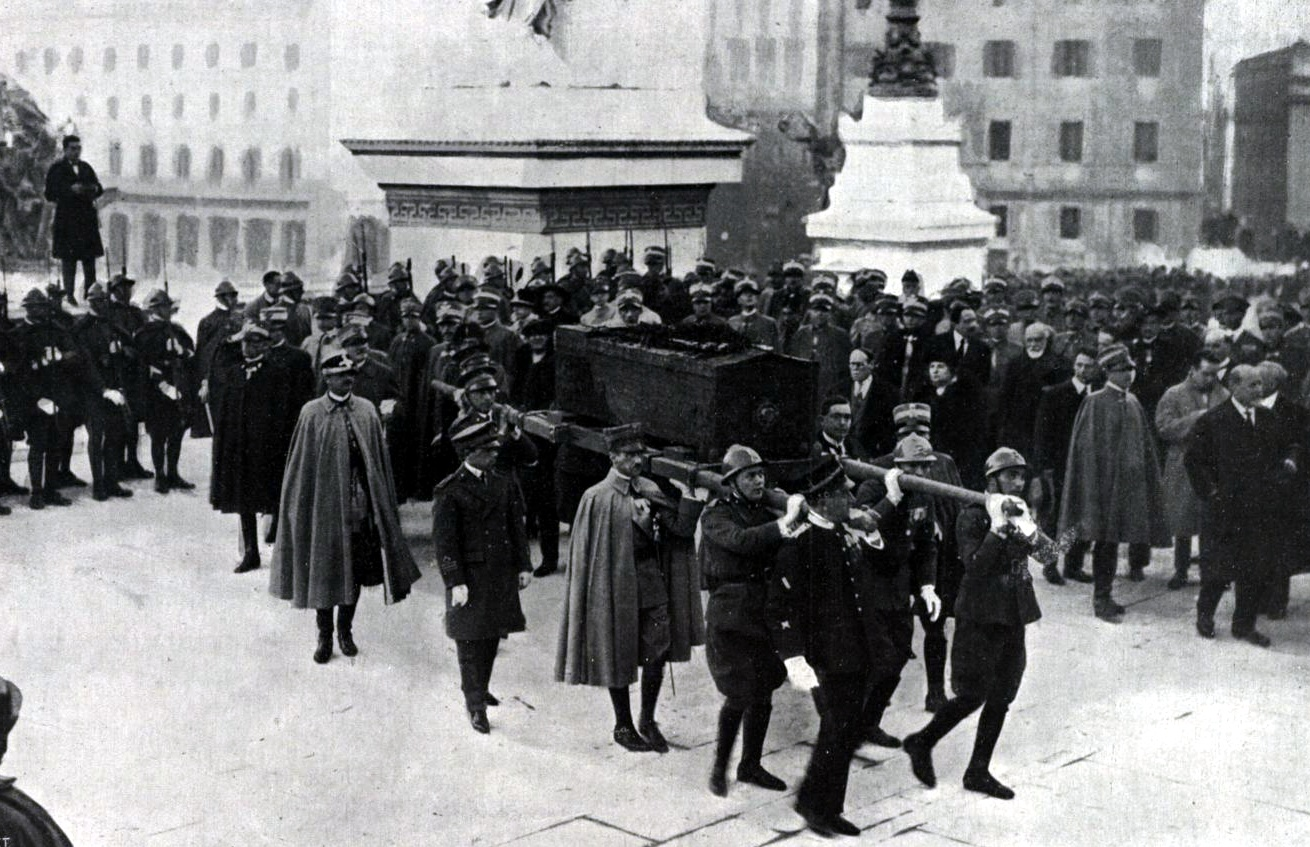
Operazione di trasferimento del 1924
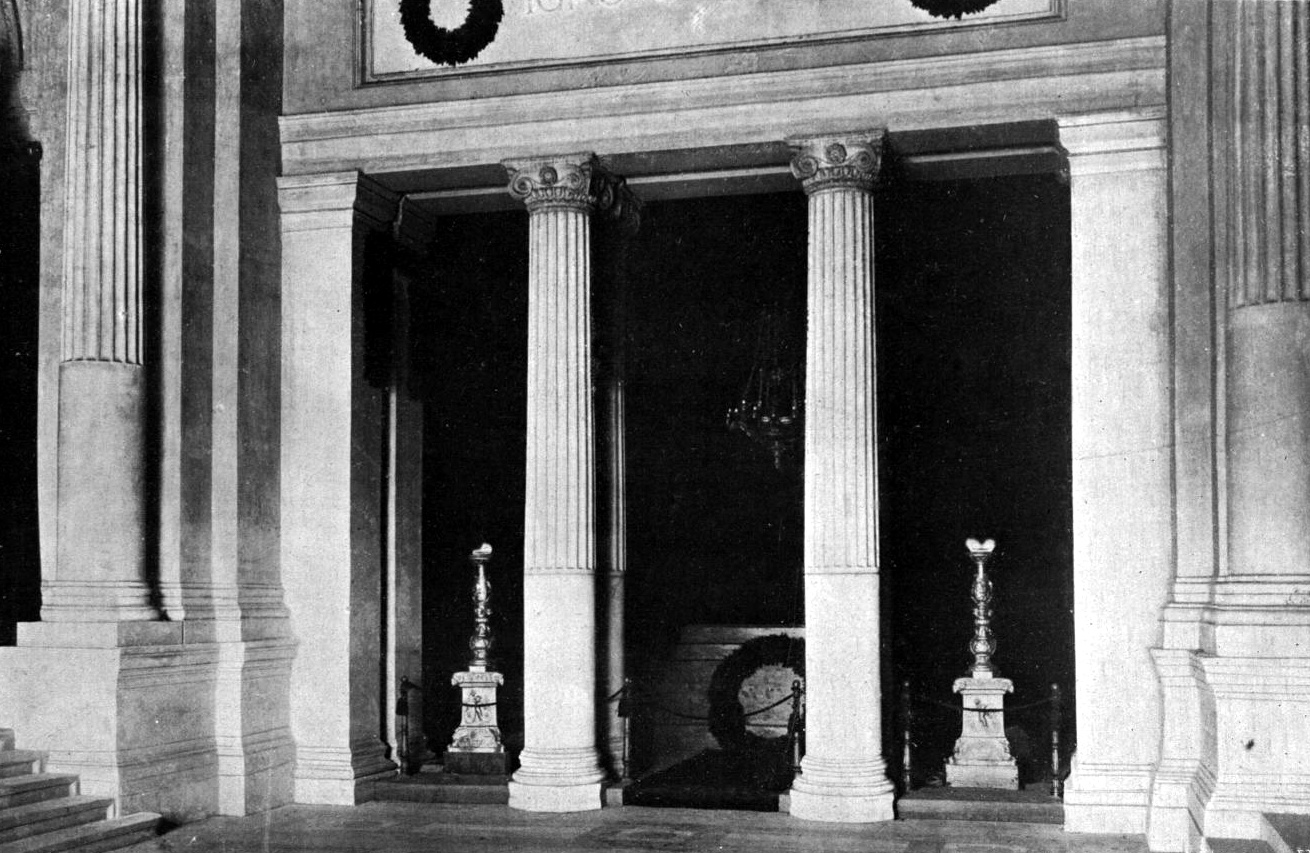
Luogo del trasferimento provvisorio

Il 24 maggio 1935, in occasione delle celebrazioni per il ventennale dell'entrata in guerra dell'Italia nel primo conflitto mondiale, il nuovo sacello fu inaugurato insieme al sacrario delle Bandiere. La lapide nel sacello, posta in corrispondenza della tomba esterna, riporta la motivazione della medaglia d'oro al valore militare conferita al Milite Ignoto, attorniata da sei spade (tre per lato) e con la data di inizio e di fine della Prima guerra mondiale per l'Italia.
Parti della cripta e del sepolcro furono realizzate con materiali lapidei provenienti dalle montagne che furono teatro degli scontri della prima guerra mondiale: il pavimento in marmo è del Carso, mentre il piccolo altare è modellato da un unico blocco di pietra proveniente dal monte Grappa.

## Omaggio al Milite Ignoto
Attualmente il Presidente della Repubblica rende omaggio al Milite Ignoto in tre diverse occasioni durante l'anno.
- Anniversario della liberazione d'Italia dall'occupazione nazista e dal regime fascista (25 aprile),[85] festività stabilita per il 1946[86] e confermata dal 1949.[87]
- Festa della Repubblica Italiana (2 giugno),[88] introdotta provvisoriamente nel 1947 a ricordo del referendum istituzionale del 1946[89] e confermata nel 1949;[87] dal 1977 fu commemorata nella prima domenica di giugno,[90] ma è stata ripristinata come giorno festivo dal 2001.[91]
- Giornata dell'Unità Nazionale e delle Forze Armate (4 novembre),[92] festività istituita stabilmente come Giornata della Vittoria nel 1922[19] e confermata nel 1946;[86] dal 1949 è indicata come Giorno dell'unità nazionale[87] e dal 1977 non è più giorno festivo, ma è commemorato nella prima domenica di novembre.[90]

È anche prassi che i capi di Stato esteri in visita ufficiale in Italia rendano omaggio al Milite Ignoto.

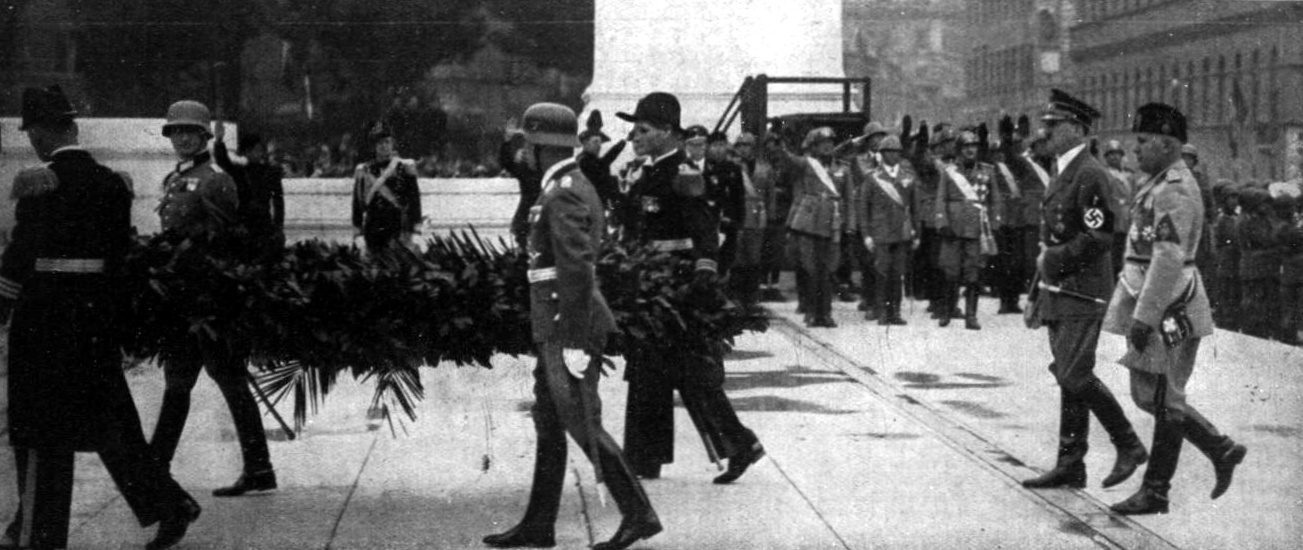
Omaggio di Adolf Hitler alla tomba del Milite Ignoto nel 1938
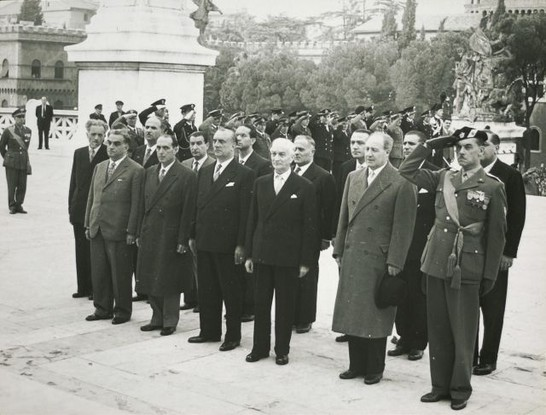
Antonio Segni, presidente del Consiglio dei ministri (4 novembre 1955)
Il presidente statunitense John Fitzgerald Kennedy con Giulio Andreotti, ministro della difesa (luglio 1963)
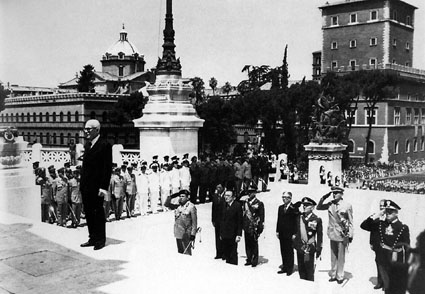
Sandro Pertini, Presidente della Repubblica
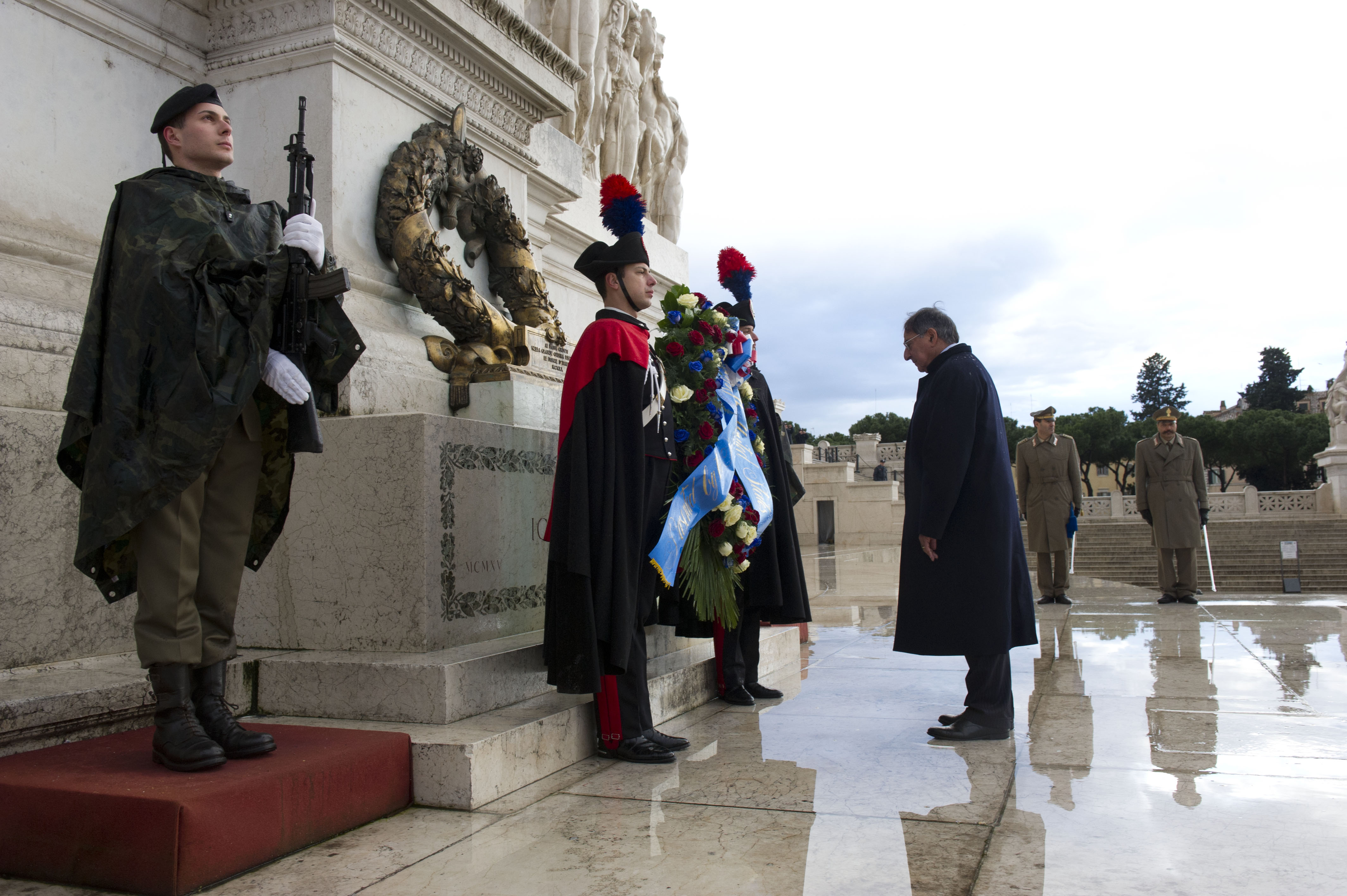
Leon Panetta, ex segretario della difesa degli Stati Uniti d'America (16 gennaio 2013)
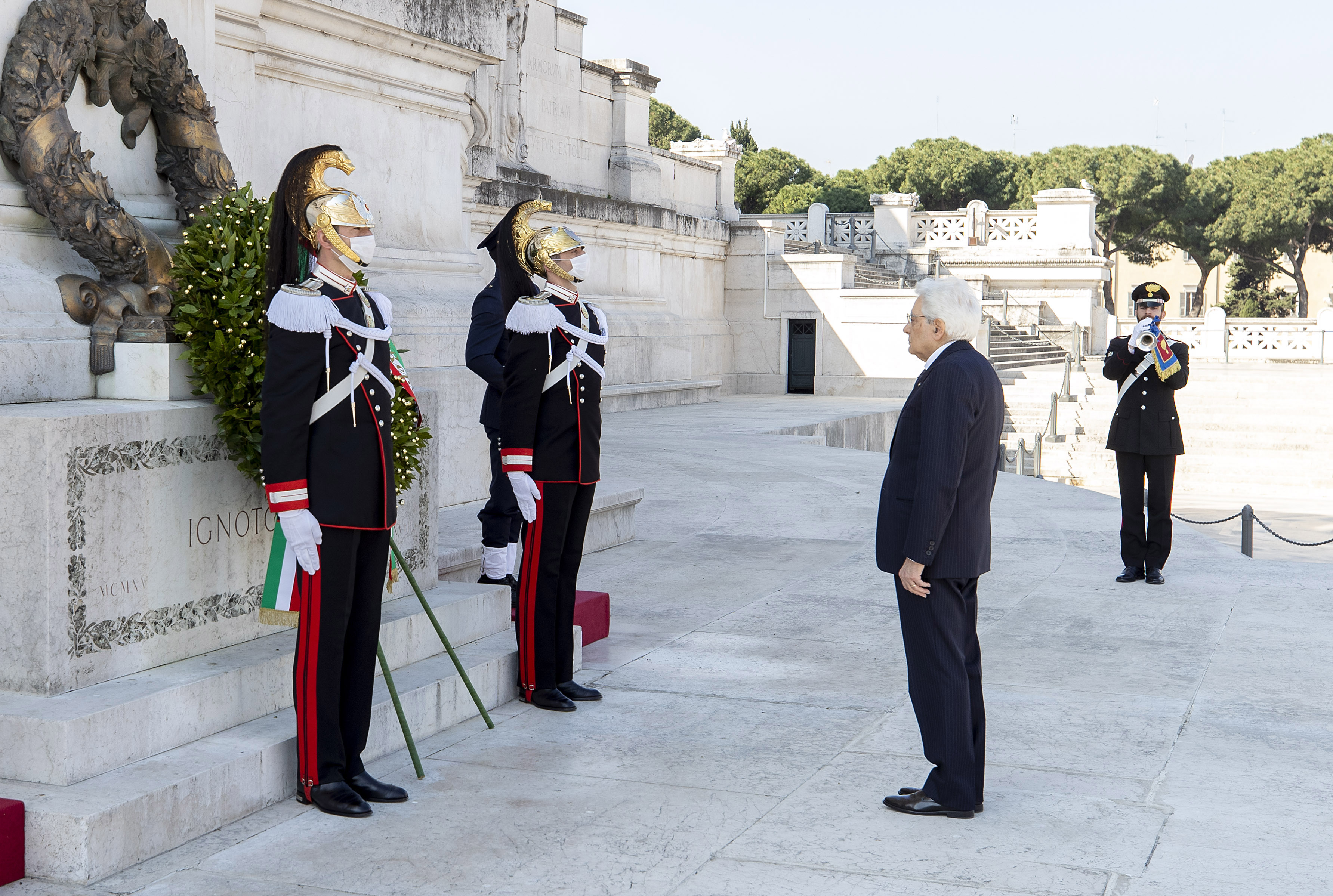
Omaggio del presidente della Repubblica Sergio Mattarella per il 75º anniversario della Liberazione (25 aprile 2020) durante la pandemia di COVID-19

## Onorificenze

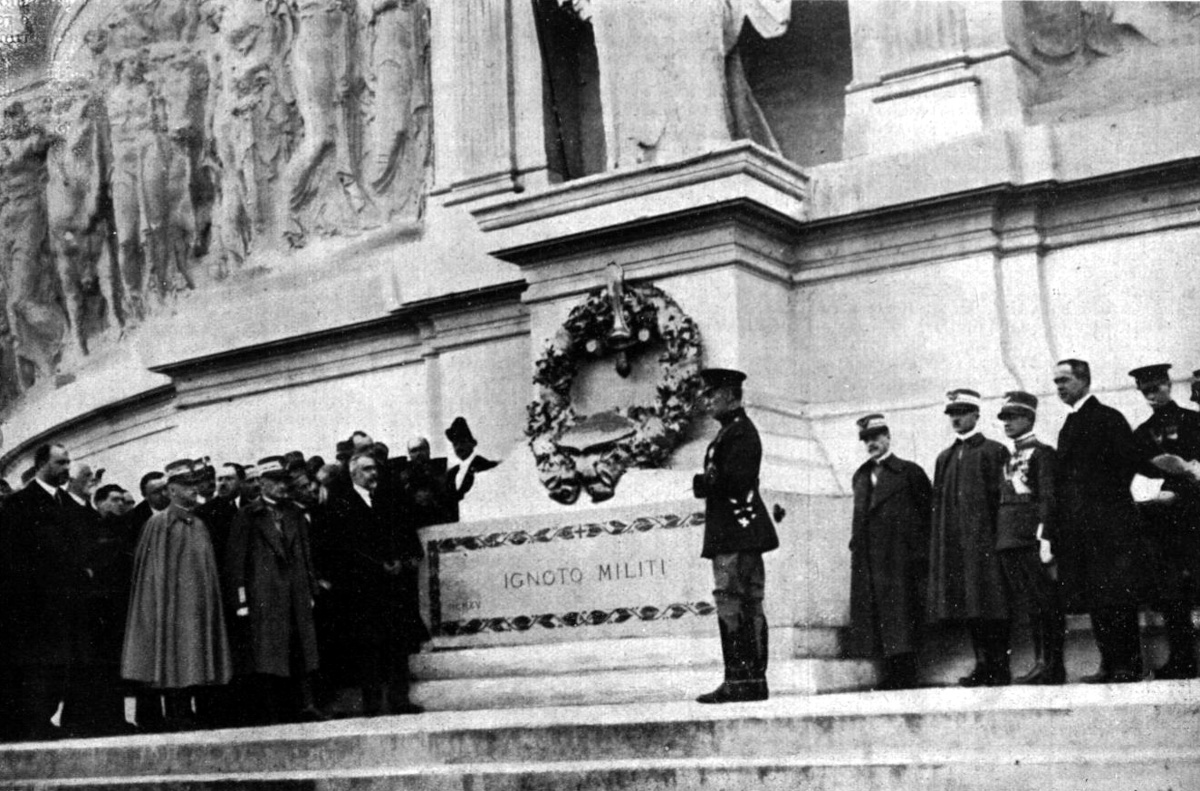
Consegna della medaglia d'onore statunitense da parte del generale Allen

### Onorificenze italiane
In occasione delle commemorazioni del centenario nel 2021, più di 3 000 comuni conferirono la cittadinanza onoraria al Milite Ignoto all'interno del progetto Milite Ignoto, Cittadino d’Italia.

## Anniversari
Nel 2011, in occasione del 150º anniversario dell'Unità d'Italia e del 90º anniversario della traslazione della salma da Aquileia a Roma, tra il 29 ottobre e il 2 novembre si svolse la rievocazione storica del viaggio in treno del Milite Ignoto.

### Celebrazioni del 2021
Una risoluzione della commissione Difesa della Camera, approvata il 31 marzo 2021, impegna il Governo «ad organizzare un viaggio della memoria con un treno d'epoca, nella composizione più possibile fedele, che compia un identico percorso con le stesse tappe e gli stessi tempi del treno che portò il Milite Ignoto a Roma».
Il "Gruppo delle Medaglie d'Oro al Valor Militare d'Italia", in collaborazione con l'Associazione Nazionale Comuni Italiani, ha proposto il conferimento della cittadinanza onoraria da parte di tutti i Comuni italiani; il progetto Milite Ignoto, Cittadino d'Italia ha avuto il sostegno anche del Consiglio Nazionale Permanente delle Associazioni d’Arma: complessivamente sono stati 3185 i Comuni a conferire la cittadinanza onoraria con lapidi, targhe, pergamene, intitolazioni di edifici pubblici.
Il Friuli-Venezia Giulia ha approvato il 28 maggio 2021 una legge regionale per «la restituzione dell'onore ai soldati nati o caduti nel territorio dell’attuale Regione Friuli Venezia Giulia appartenenti alle Forze armate italiane che, nel corso della prima Guerra mondiale, vennero fucilati con sentenze emesse dai tribunali militari di guerra, ancorché straordinari» e per lo studio delle vicende dei soldati condannati alla pena capitale o caduti per esecuzioni sommarie e decimazione, inserendoli nell'albo dei Caduti; ha istituito inoltre per il 1º luglio la celebrazione annuale della Giornata regionale della restituzione dell'onore a ricordo della fucilazione di quattro alpini a Cercivento nel 1916.
Con decreto 15 giugno 2021 del Ministero dell'economia e delle finanze è stata stabilita l'emissione di una moneta celebrativa da 5 euro in versione fior di conio con elementi colorati.
Lo Stato maggiore della difesa-Ufficio Storico ha organizzato diverse iniziative per la «promozione di progetti per le scuole di ogni ordine e grado, volti alla diffusione e alla conoscenza delle vicende storiche legate alla figura del Milite ignoto».
Il 28 agosto 2021 presso il Sacrario militare del Tonale si è svolta una cerimonia di dedicazione al Milite ignoto del ghiacciaio dell'Adamello.

## Citazioni e riferimenti

Immagine dal film Tu mi turbi

### Cinema
- Gloria. Apoteosi del Soldato Ignoto (1921) è un documentario realizzato della Federazione Cinematografica Italiana e dell'Unione Fototecnici Cinematografici con la ripresa degli avvenimenti legati alla traslazione del Milite Ignoto da Aquileia fino a Roma.[35][109] Il film fu proiettato sabato 19 novembre al cinema "Moderno" di Roma alla presenza del ministro Gasparotto.[110][111]
- Ne Il grido dell'aquila (1923) di Mario Volpe, primo film di stampo propagandistico di epoca fascista, in una delle scene finali il fantasma del milite ignoto appare sull'Altare della Patria «rivendicando un risolutivo riscatto morale, una palingenesi capace di ricomporre il mosaico di identità regionali in una fervente epifania nazionalista».[112]
- Apoteosi (1934) è un documentario di Luca Comerio che contiene anche una parte relativa al viaggio in treno della salma del Milite Ignoto.[113]
- Tu mi turbi (1983) è un film di Roberto Benigni in cui l'ultimo episodio è incentrato su due soldati a guardia della tomba del Milite Ignoto.[114]
- Il milite ignoto. La sua storia (2011) è un documentario di Leonardo Tiberi.[115]
- Fango e gloria - La Grande Guerra (2014) è un film per la televisione diretto da Leonardo Tiberi, incentrato sulla figura del Milite Ignoto; fu realizzato in occasione delle commemorazioni per il centenario dall'entrata in guerra dell'Italia.[116]
- La scelta di Maria (2021) è un docufilm diretto da Francesco Miccichè, interpretato da Cesare Bocci, Sonia Bergamasco e Alessio Vassallo, presentato alla Festa del Cinema di Roma e in programma in prima serata su Rai 1 il 4 novembre 2021.[117]

Il film La prova generale (1968) fu bocciato dalla commissione censoria che vi ravvisò cinque ipotesi di reato: istigazione alla violenza; oltraggio alla Patria; oltraggio al Milite Ignoto (per una scena girata all'Altare della Patria); oltraggio alla religione; blasfemia.

### Poesie
- Milite Ignoto di Trilussa fu pubblicata il 5 novembre 1921.[119]

De tanti cori s'è formato un core: / ardeno tutti ne la stessa fiamma / strazziati dar medesimo dolore.»
(Trilussa)
- Preghiera del milite ignoto di Renzo Pezzani.

(Renzo Pezzani)
- Il soldato senza nome, di Sabrina Gatti, Il trono dei poveri, 2020

### Brani musicali
- Soldato ignoto o Inno del Milite Ignoto (1921), brano celebrativo composto da E. A. Mario (pseudonimo di Giovanni Ermete Gaeta);[120] alcune critiche furono mosse per l'esecuzione del brano e de La canzone del Piave alla Sala Umberto I di Roma in abbinamento con l'esibizione di una chanteuse e di una ballerina di foxtrot nei giorni delle celebrazioni del novembre 1921.[121]
- La ballata del milite ignoto (1968), brano antimilitarista composto da Lino Patruno e da Walter Valdi, interpretato originariamente da I Gufi.[122][123]
- Al milite ignoto (1975), brano antimilitarista di Claudio Lolli nell'album Canzoni di rabbia.[124]